# 黑龙江省
黑龙江省，简称黑，位于中国东北地区北部，是中华人民共和国最靠北和最靠东的省份，省会驻地为哈尔滨。省人民政府駐哈尔滨市南岗区中山路202号。
中俄界河黑龙江为境内最大河流，省名由江名而来。省界东、北与俄罗斯接壤，南接吉林省，西邻内蒙古自治区，全省土地面积共47.3万平方公里（含加格达奇、松岭），排名全国第6。2022年，全省常住人口约3099万人，其中汉族占95%以上，另有回族、满族、蒙古族、朝鲜族等53个少数民族。
黑龙江省是中国重要的装备制造业、能源工业与农业基地，工业门类以机械、能源、食品、医药工业为主；粮食总产量和商品粮调出量均居全国首位。

## 历史

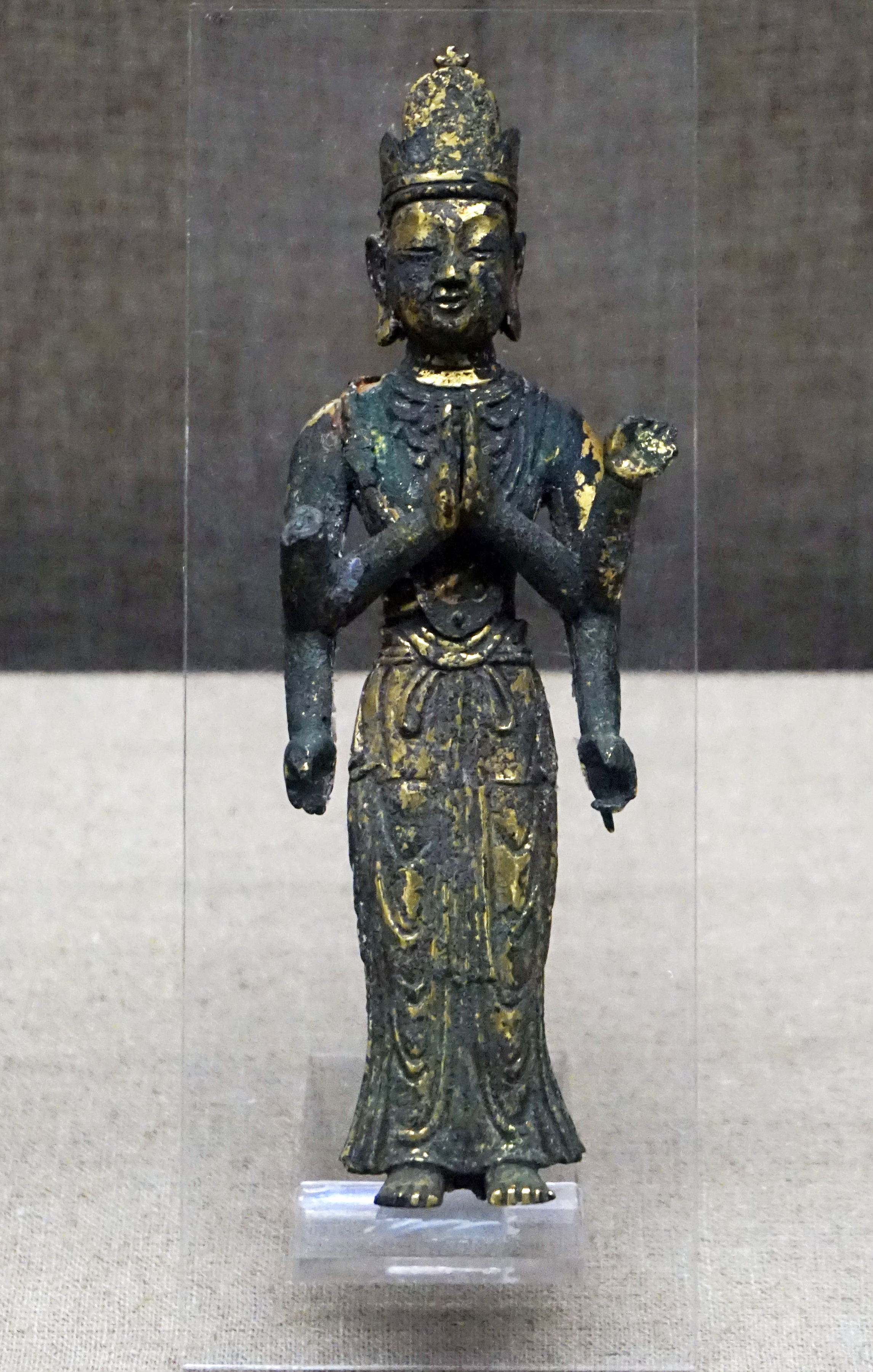
宁安市双庙子出土的渤海国六手立式鎏金铜佛，黑龙江省博物馆藏

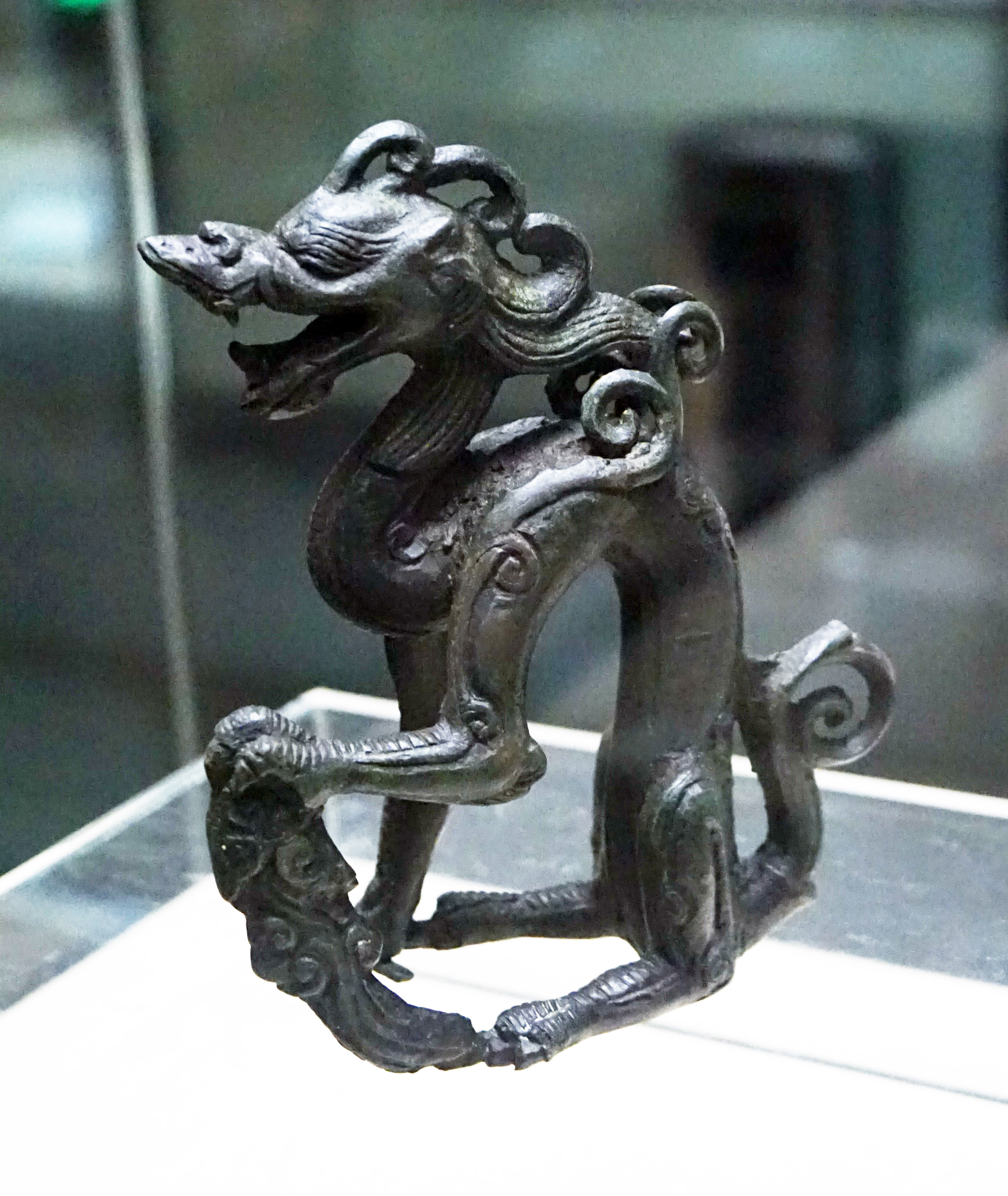
阿城县金上京会宁府遗址出土的铜坐龙，黑龙江省博物馆藏

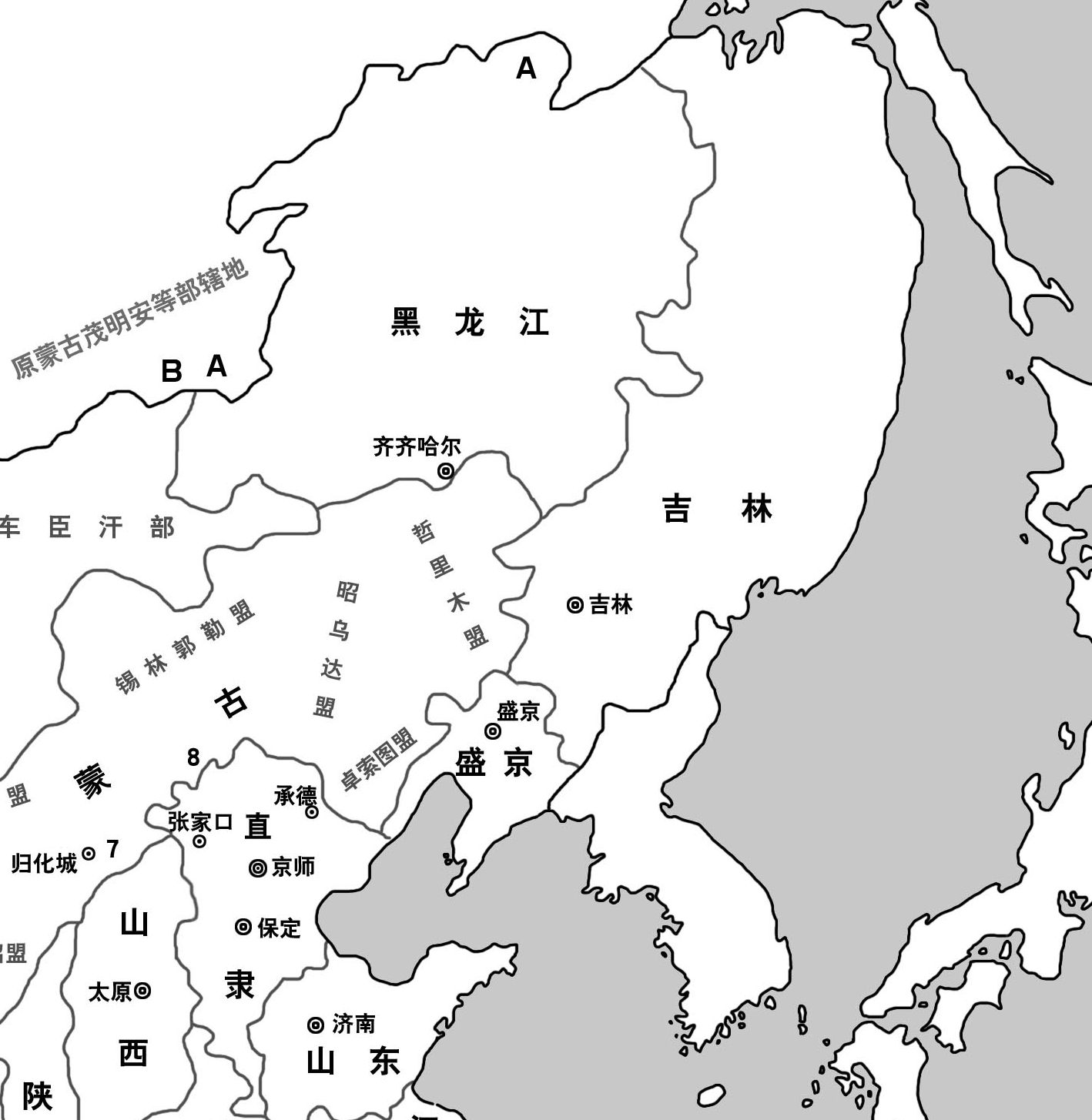
1820年清朝行政地图，现今的黑龙江省属于当时的吉林将军及黑龙江将军

### 古代
- 黑龙江省在商周时期的居民为“肃慎”部落，以狩猎为生，据历史记载曾向周成王进贡弓箭。
- 汉朝時这里居住的民族史书称为“挹娄”人，已可以以农业为生，但也狩猎，曾向三国时的魏国进贡过猎物。这个时期是黑龙江境内建置设治之始。约公元前2世纪，扶余国建立，成为黑龙江历史上第一个国家政权（也有说法第一个民族政权为挹娄人的国家），为玄菟郡所管辖。
- 南北朝时代这里的人被称作“勿吉”。
- 隋朝时，黑龙江流域东南部为靺鞨各部生活区域，西部为室韦各部生活区域。靺鞨和室韦均与隋保持贡属关系。
- 唐代的一些文献提到“靺鞨”，部落众多，居住在黑龙江流域的为“黑水靺鞨”。唐代已在黑龙江流域遍设府、州，委派官吏，实行管辖。
- 武则天圣历元年（698年），居住在今牡丹江上游地区的粟末靺鞨统一靺鞨各部以后，建立震国，臣属于唐王朝。
- 713年，唐玄宗赐封大祚荣为“渤海郡王”，又以其所居之忽汗州，加封为“忽汗州都督”。大祚荣立刻将震国国名更改为“渤海”，以忽汗州（号上京龙泉府，今黑龙江省宁安市西南东京城）为上京，史称“渤海国”[5]。
- 722年，黑水靺鞨酋长倪属利稽到长安朝见皇帝，唐玄宗封他为“勃利（伯力）州刺史”，此时黑龙江流域已经属于唐朝燕州。
- 726年，唐在黑水靺鞨设黑水都督府管辖今黑龙江中下游、松花江下游一带；旋即于729年设室韦都督府，辖今黑龙江省西部。後渤海國興盛，降伏靺鞨[6]。
- 916年，契丹族首领耶律阿保机建立辽朝（大契丹国），与南边的北宋王朝并存。辽代今黑龙江地区归东京道管辖。
- 1115年，生活在今黑龙江阿什河流域的女真完颜部完颜旻建金朝，定都于上京会宁府（今黑龙江省哈尔滨市阿城区）。1125年金灭辽，1127年灭北宋。后迁都中都（今北京一带），再迁都至汴京（今河南开封），黑龙江地区仍归上京路管辖。
- 1234年（金天兴三年），蒙古与南宋联合灭金朝，黑龙江流域分属岭北行省和辽阳行省，元中叶以后，黑龙江流域为开元路和水达达路所辖，并派军队屯田镇守。元朝并在黑龙江下游东岸的奴儿干城设置征东元帅府。
- 明永乐七年（1409年）在元征东元帅府旧址设奴儿干都司，管辖黑龙江与乌苏里江等流域的所有军事建制机构，永乐九年（1411年）正式开始行政管辖权。都司的主要官员初为派驻数年而轮调的流官，后为当地部落领袖所世袭。宣德九年（1434年）正式废弃，共持续25年，但原设于此处的卫所仍然存在，以对当地继续实施羁縻统治。
- 清初将这里作为自己的起源禁地，禁止汉人入内，并作为流放犯人之地。清顺治四年（1647年）在宁古塔地区设置牛录章京，1653年设宁古塔昂邦章京，1662年升驻宁古塔将军。康熙十三年（1674年），将吉林水师营移驻黑龙江。康熙二十一年（1682年），清政府提出在黑龙江、呼玛尔两地建城。
- 康熙二十二年（1683年）设置黑龙江将军，“自是东北三分，吉江并列”，是为黑龙江作为行政区域名称之始。这一时期的黑龙江将军辖区面积广大，东、南至松花江，与吉林将军辖区接壤；北至外兴安岭与俄罗斯为界；西至喀尔喀接车臣汗部界。今黑龙江省松花江以东地区则由吉林将军辖制。黑龙江将军治所初期设于瑷珲旧城，后迁至墨尔根城（嫩江），又移驻齐齐哈尔城。黑龙江将军衙门下辖齐齐哈尔、墨尔根、黑龙江城三个副都统衙门，呼伦贝尔、布特哈两个总管衙门。
- 康熙帝在位前期，俄国屡次侵犯，1685年雅克萨战役中清军击败俄军，4年后签订中俄《尼布楚条约》，规定中俄以外兴安岭、额尔古纳河为界[7]。这也是国体意义上的“中国”首次出现在外交文件上[8]。

### 近现代

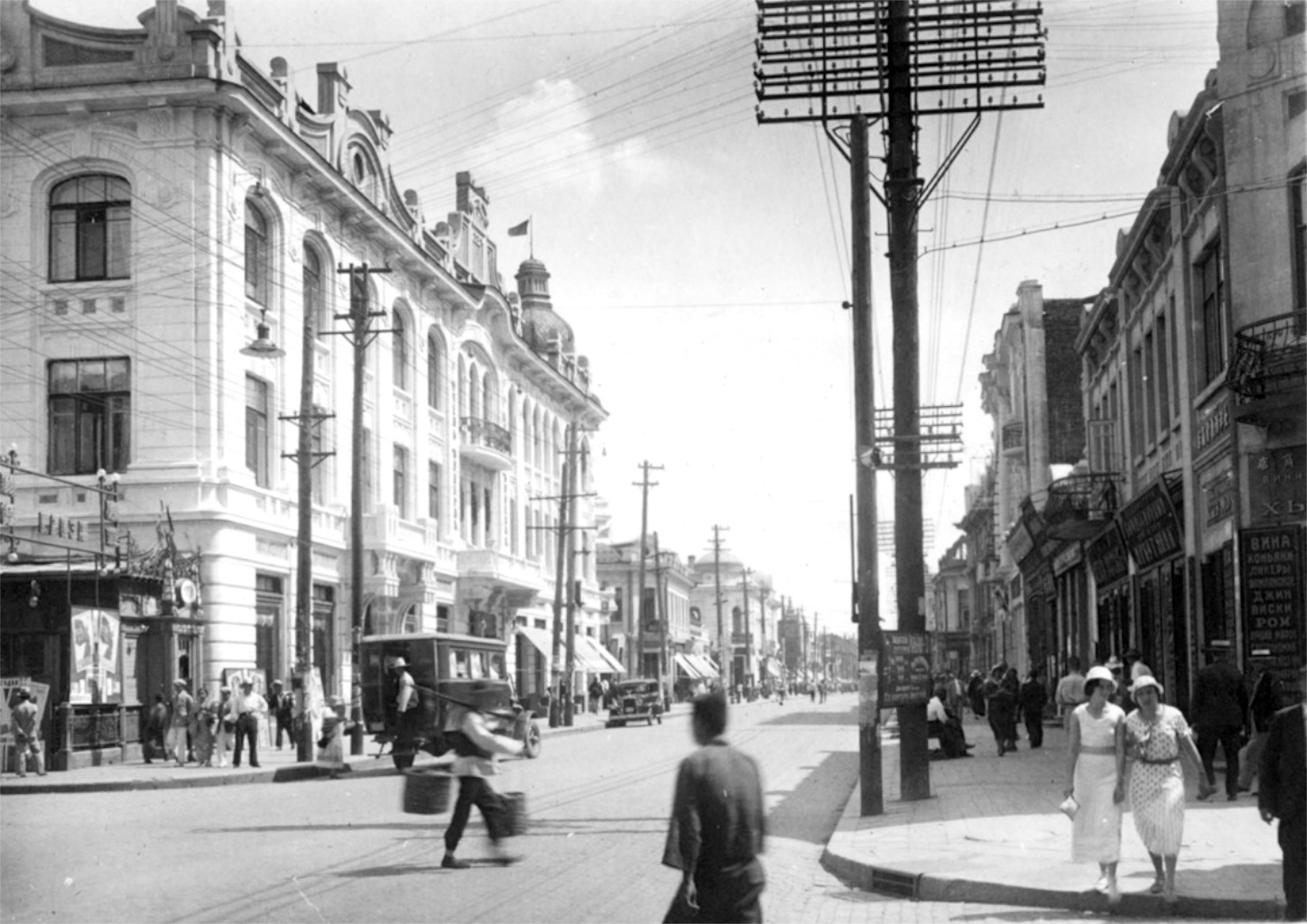
日本入侵前的哈尔滨中央大街。中东铁路的修筑将俄式建筑和俄国侨民带入铁路沿线

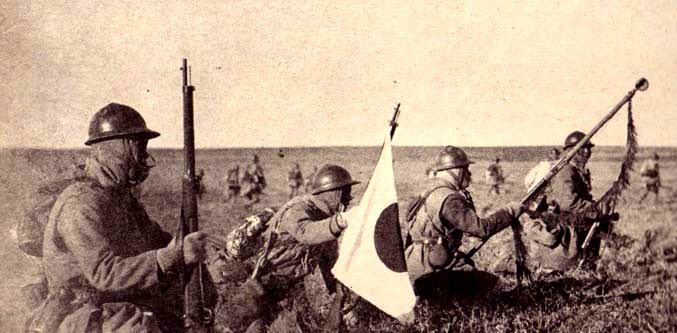
江桥战役中向齐齐哈尔进占的日军部队

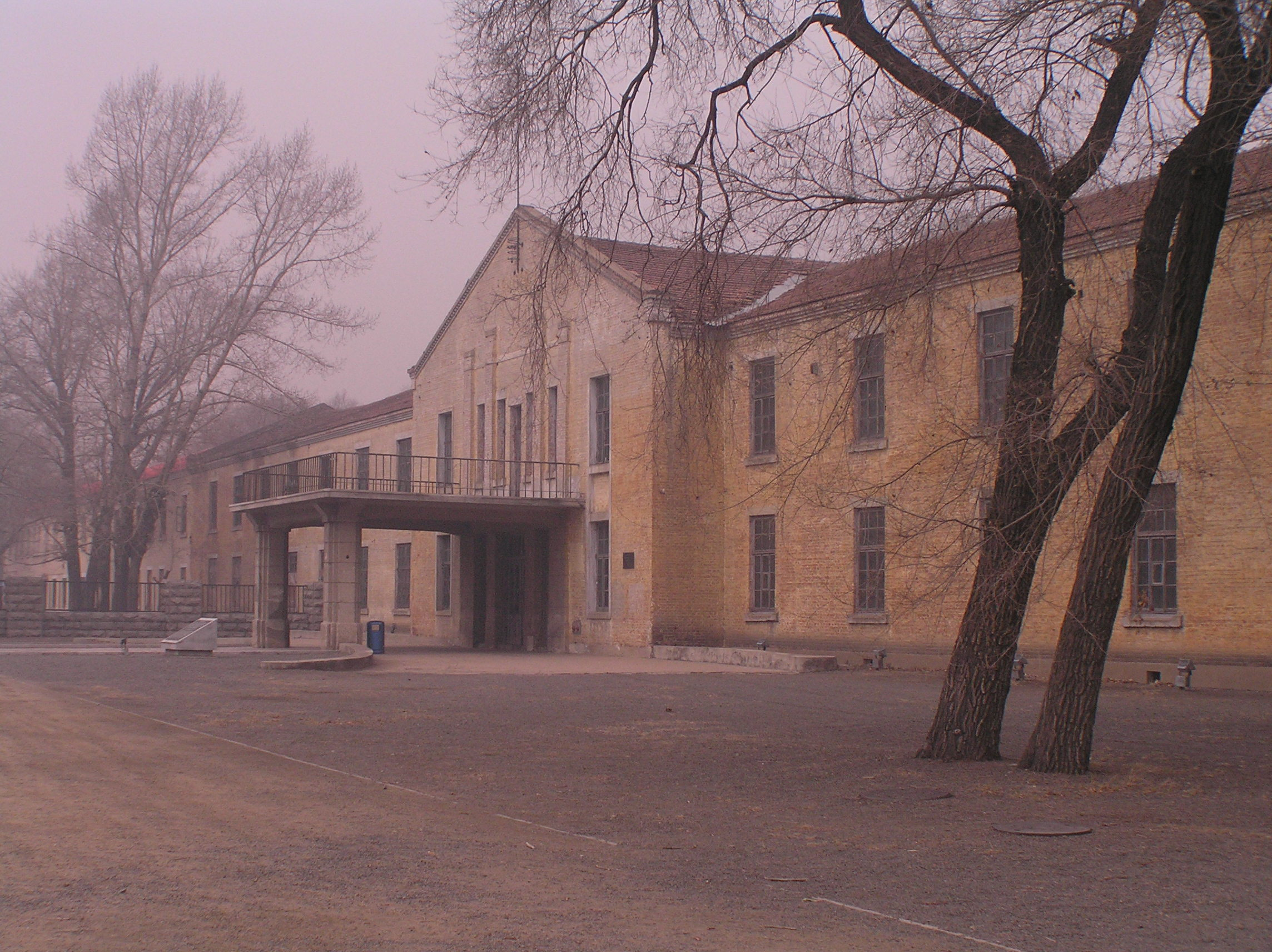
位于哈尔滨市的731部隊旧址。日占时期，731部队利用中国人、苏联人、朝鲜人进行生化武器实验

- 19世纪第二次鸦片战争后俄国多次入侵，清政府最终被迫签订璦琿條約和北京条约，将黑龙江以北和乌苏里江以东约100万平方千米的中国领土割让给俄国。晚清同治、光绪年间，黑龙江地区逐步取消封禁，放荒招垦，人烟渐稠，民事日繁，遂添设府、厅、州、县建制。
- 1907年4月（清光绪三十三年三月），清廷裁撤黑龙江、吉林、奉天将军，设立东北三省。黑龙江省的行政区域承袭黑龙江将军管辖范围，东南和南部与吉林省毗连，西南与奉天省为邻，西部与蒙古接壤，北部和东北部以黑龙江与俄国为界。全省总面积约57万余平方公里，省治齐齐哈尔城。

- 1912年，清王朝被推翻，黑龙江省开禁，后来发现了金矿，淘金者纷纷涌至。中華民國時期黑龙江省名称和行政区划沿袭旧制不变以松花江为界，南归吉林省，北为黑龙江省所辖。这期间，从山東，直隸（河北），河南以及其他省份的大规模移民纷至沓来。有几百万新移民定居在今日的黑龙江省境内，从而形成了一个独特的边疆社会。[9]

- 1931年9月18日九一八事变后日軍由南向北大規模入侵东北地区，各地民眾及駐軍纷纷奋起抵抗，較著名的有如國民政府黑龍江代省主席馬占山指挥的江桥抗战（1931年11月3日～19日）[10][11]。但由於其各自為政，遭到日軍一一击败，黑龙江全省也於民國二十一年初全部沦陷[12]。日本扶持建立满洲国，将原黑龙江省所辖范围分别划归兴安北、兴安东、龙江、黑河、滨江、三江六省管辖。[13][14]这一时期省际边界调整频繁，至1945年日本投降止，今黑龙江省界内划为龙江、滨江、三江、黑河、东满、北安6省。大量木材、粮食、煤炭以及矿产由此运往日本作为重要战备物资。日军还于北满各地建立各种工事、要塞、研究所等秘密军事机构，较著名的有进行细菌战、活体实验的731部队等[15][16]。
- 1945年日军战败后，黑龙江地区先后建立5个省级地方政权：黑龙江省、嫩江省、合江省、綏寧省和松江省。此外还有哈爾濱特别市建制[17]。
- 1947年2月2日，黑龙江省、嫩江省两省在齐齐哈尔市举行合并会议，决定合并为黑龙江嫩江联合省（简称黑嫩省），省政府驻齐齐哈尔市。
- 1947年9月16日，东北行政委员会决定，将黑嫩联合省重新划分为黑龙江、嫩江2省。除将安达县划归嫩江省管辖外，原管辖区域不变。同时撤销第一、第二、第三、第四专区，第五专区仍恢复为黑河专区，归黑龙江省管辖。[18]
- 1949年将今黑龙江地区的合江、松江、黑龙江、嫩江4省和哈尔滨特别市合并为黑龙江和松江两省，省会分别驻齐齐哈尔市和哈尔滨市。
- 1954年松江省与黑龙江省合并成新的黑龙江省，省会为哈尔滨市，同时将原黑龙江省管辖的白城地区划归吉林省管辖。
- 中苏交恶后，中华人民共和国内务部和国家测绘总局于1963年发布文件《关于请对存在俄语地名的问题进行调查研究提出处理意见的通知》，要求黑龙江省对其辖区内的俄语地名进行清理。随后，黑龙江省民政厅进行了统计，确定了20个过去使用但现在有中文名称的俄语地名（主要是哈尔滨市内的街道，以及黑龙江上的岛屿）和9个没有中文名称的地名后于1963年12月27日向北京发送了一份书面报告，其中包含对俄罗斯地名进行更名的建议，以及一些地名需要进一步研究的说明。1964年12月26日，中华人民共和国国务院应内政部的要求，批准了黑龙江省当局的提议[19]。
- 1969年7月，清代、中华民国时期原黑龙江省曾辖的呼伦贝尔地区由内蒙古自治区重新划归黑龙江省管辖[20]。
- 1979年7月，呼伦贝尔盟重新划归内蒙古自治区管辖，黑龙江省形成现今版图[20]。

## 地理
黑龙江省位于中国最东北部，是中国位置最北、纬度最高的省份，西起东经121°11′，东至东经135°05′，南起北纬43°26′，北至北纬53°33′，东西跨14个经度，南北跨10个纬度。全省土地总面积共约47.3万平方千米(含加格达奇和松岭)，居全国各省、直辖市、自治区第6位。国境线长2981.26千米。
- 接邻省区：吉林、内蒙古[21]
- 接邻国家：俄罗斯（北界黑龙江，东界乌苏里江）

中国疆域的最东点（黑瞎子岛）和最北点（漠河）均位于黑龙江省境内。

### 地形

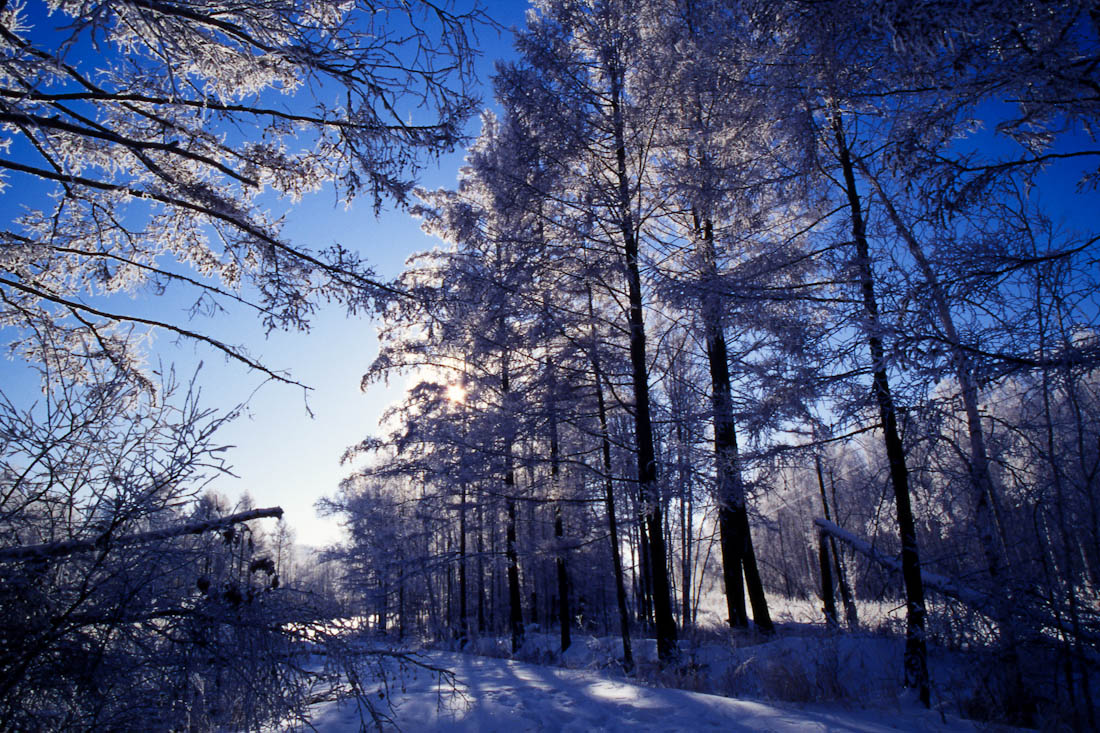
大兴安岭地区森林

黑龙江省地势复杂多样，大体为西北、北部、东南部高，东部和西南部低。主要由山地、台地、平原和水面构成，大体可概括为“五山一水一草三分田”。本省地形可分五区：
- 松嫩平原：在本省中部，属于东北平原北部，位于大兴安岭、小兴安岭和张广才岭之间，南部和吉林省的平原连成一片，由松花江、嫩江侵蚀和冲积而成。海拔150-200米之间，是本省的主要农业区和人口聚居区域，也是中国主要的粮食产区。
- 三江平原：也称三江低地，位于本省东部，由黑龙江、松花江、乌苏里江三条江河不断迁徙、泛滥所冲积而成，北起黑龙江，南抵兴凯湖，西迄小兴安岭，东达乌苏里江，平均海拔80-100米之间，沿江地区海拔不足50m。平原上零星分布着孤山和残丘，海拔多在500米以下。富锦以东的广大地区原为大片沼泽、湿地，曾被称为“北大荒”，后开辟为耕地。
- 大兴安岭山地：位于本省西北部，属大兴安岭山脉最北段，海拔约1000m左右，大部分由火成岩构成，长期受流水侵蚀，山顶浑圆。森林资源丰富。
- 小兴安岭山地：位于本省北部。西北接伊勒呼里山，东南抵松花江岸，长约400公里，海拔600-1000米。谷地和山麓丘陵区多宽平的湿地。小兴安岭地区曾断续的有过火山喷发，五大连池就是1720年火山喷发后形成的堰塞湖。
- 东南部山地：是中国东北地区东部山地的一部分，属于长白山脉的北延部分，以张广才岭、老爷岭为主干，海拔多在600米和1000米之间，南高北低，山地经流水切割，多平顶方山。老爷岭北支完达山海拔200-500米。张广才岭主峰大秃顶子山海拔1690米，是黑龙江省内最高峰。

### 水文

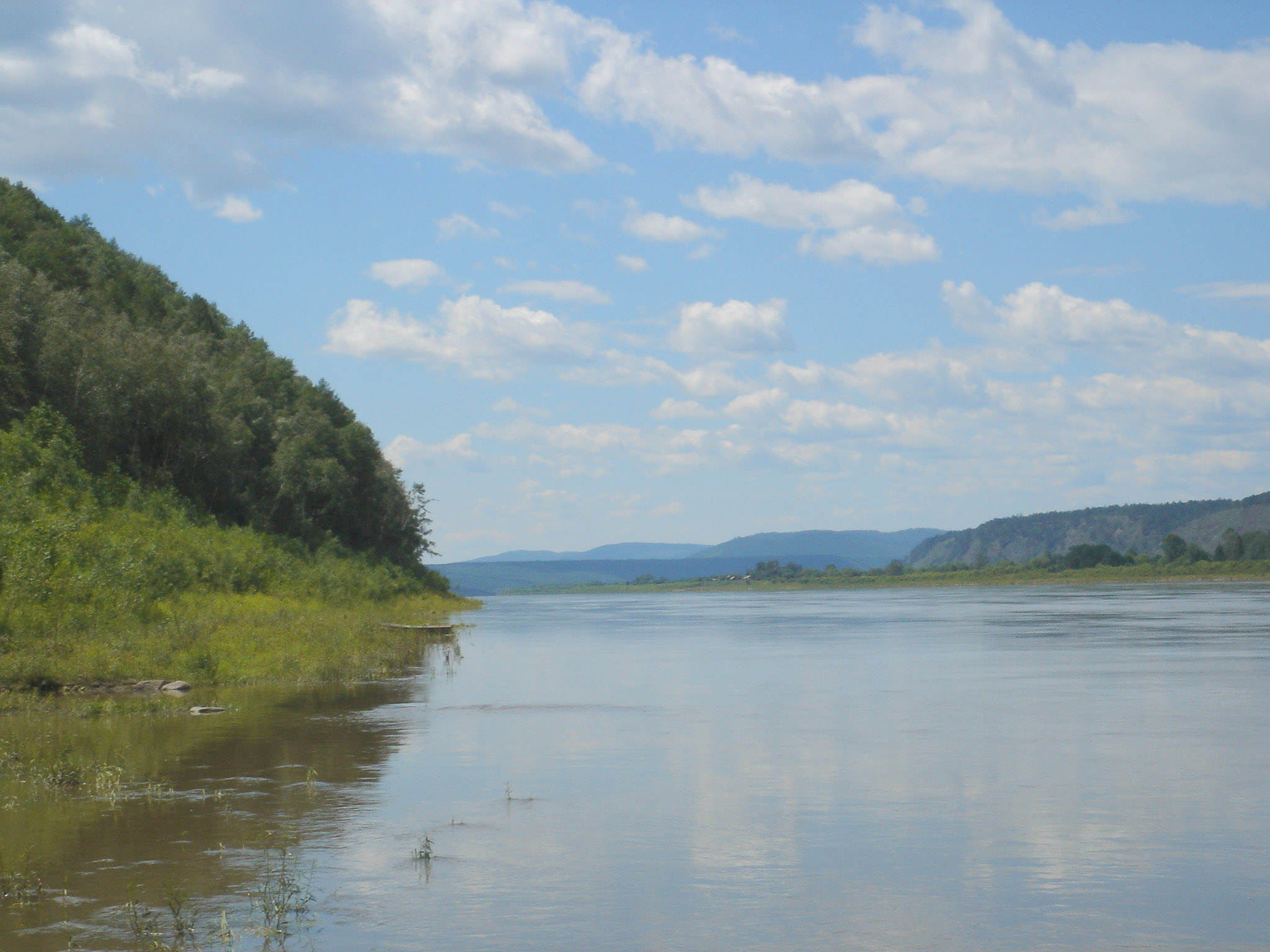
石勒喀河与额尔古纳河汇合为黑龙江处

黑龙江省水系发达，河流纵横，湖泊遍布；河流水量大，水力蕴藏丰富。
黑龙江省境内除西部和中部有一些内流河、东南角属于绥芬河流域以外，其余河流都属于黑龙江流域。省内流域面积在50平方千米以上的河流有1918条，其中流域面积在1万平方千米以上的有18条。主要的河流有：
- 黑龙江：是一条流经中、俄、蒙三国的国际河流，也是中国第三大河流，以克鲁伦河为源计算长度达5498公里，其中在本省境内长约1887公里；总流域面积达180多万平方公里，在中国境内流域面积约89万平方公里。黑龙江有额尔古纳河、石勒喀河南北二源，在漠河县西北部的洛古河附近汇合，始称黑龙江，省名即由江名而来。
- 松花江：在本省境内长约939公里，是黑龙江的第一大支流。流贯本省经济发达、人口稠密的中部地区，富航运、灌溉之利。
- 嫩江：发源于伊勒呼里山，长1370公里，系松花江北源，部分为黑龙江与内蒙古两省区的界河。
- 牡丹江：发源于吉林，在黑龙江省境内长约700公里，是本省东南部的重要河流，松花江的重要支流。
- 乌苏里江：发源于俄罗斯境内，为中俄界河。

黑龙江省的主要湖泊有：

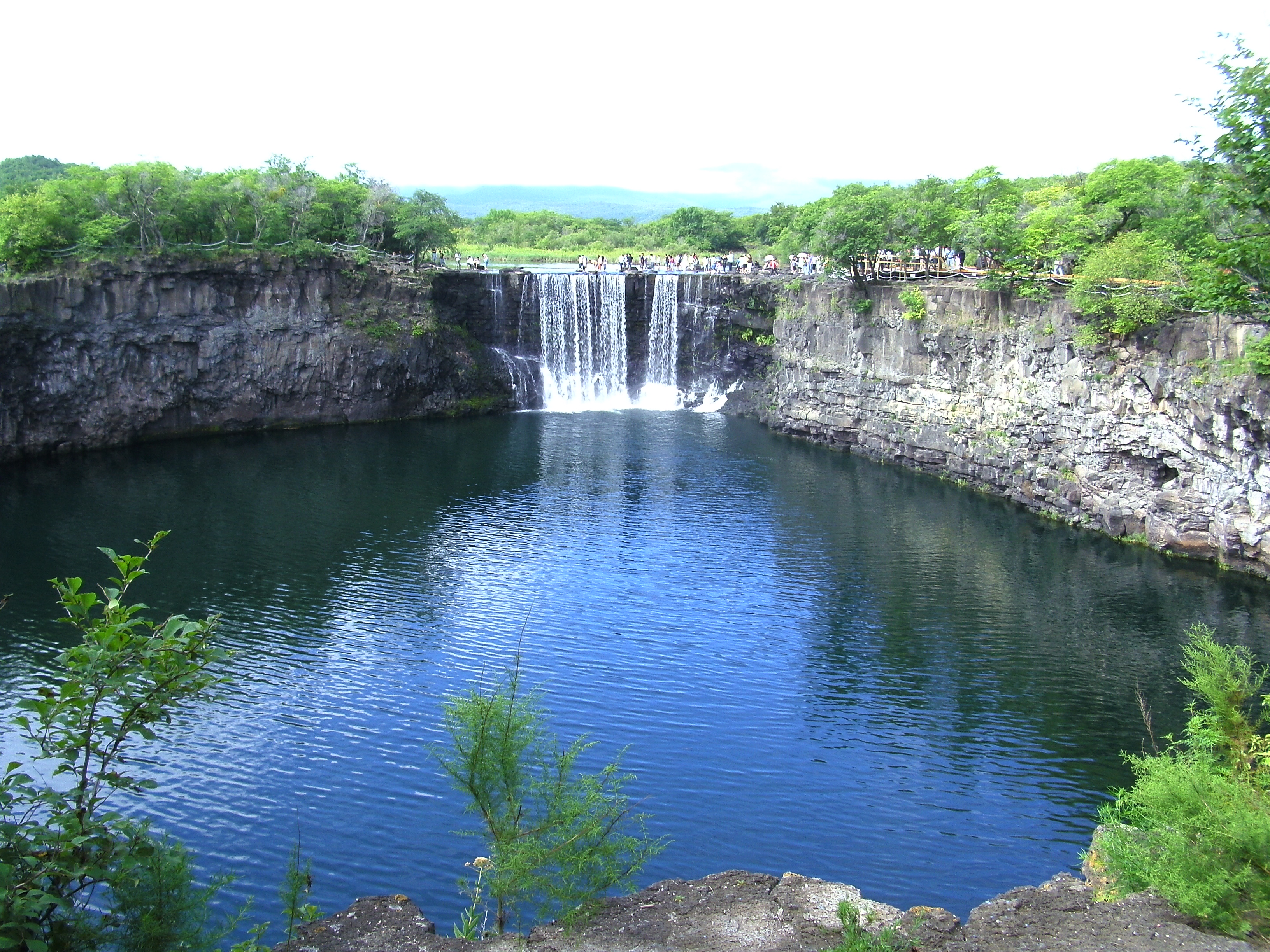
镜泊湖的瀑布

- 兴凯湖：位于黑龙江省东南部密山市境内，总面积4380平方公里，按总面积计算为中国第二大湖泊。该湖为中俄界湖，位于中国的水面面积为1090平方公里。
- 镜泊湖：位于牡丹江上游，面积92.5平方公里，是中国最大的火山熔岩堰塞湖。湖水出口处有落差达20米的吊水楼瀑布。
- 五大连池湖：，位于黑龙江省北部五大连池市，指五个首尾相连的火山堰塞湖，系1719年至1721年发生的火山爆发所形成。

此外，松嫩平原上还有许多小湖泊，当地俗称为“泡子”。

### 气候
黑龙江省是中國最北的省份，地处欧亚大陆东岸东北亚区域的中高纬度地区，属于大陆性季风气候，依温度指标从北向南可分为寒温带和中温带；依干燥度指标从东向西可分为湿润区、半湿润区和半干旱区。全省四季分明，冬季漫长、严寒、干燥，夏季短促、湿润、多雨，春、秋两季气候多变，最西北部全年无夏。全年平均气温从北往南在-5~4℃之间，自西北向东南渐低，相差近10℃。最冷月（一月）平均气温-30℃至-18℃，最热月（七月）平均气温18℃至23℃，年温差高达38℃-48℃。最北部的漠河县极端最低气温达-52.3℃，系中国最低气温记录。全省全年晴朗天气较多，无霜期约90-120天。年均降水量400-700毫米，东部多、西部少，以小兴安岭和张广才岭最多，可达700毫米以上；大兴安岭北部最少，不足400毫米。全年降水量的百分之60集中在六、七、八三个月；冬季和春季降水量少。春季松嫩平原和三江平原风能资源丰富。秋季冷空气活动频繁，降温较快。

### 四至
| 方位 | 地点                     | 坐标                                            |
| ---- | ------------------------ | ----------------------------------------------- |
| 北   | 大兴安岭地区漠河市图强镇 | 53°33′33″N 123°17′46″E / 53.55930°N 123.29620°E |
| 东   | 佳木斯市抚远市黑瞎子岛   | 48°26′10″N 135°04′53″E / 48.43600°N 135.08150°E |
| 南   | 牡丹江市东宁市老黑山镇   | 43°25′24″N 131°08′06″E / 43.42327°N 131.13496°E |
| 西   | 大兴安岭地区漠河市古莲镇 | 52°35′40″N 121°11′03″E / 52.59440°N 121.18430°E |

## 行政区划
黑龙江省现辖12个地级市、1个地区，下设54个市辖区、21个县级市、45个县、1个自治县；1315个乡级行政单位，包括574镇，282乡，52民族乡，407街道。
- 地级市：哈尔滨市（行政级別为副省级）、齐齐哈尔市、鸡西市、鹤岗市、双鸭山市、大庆市、伊春市、佳木斯市、七台河市、牡丹江市、黑河市、绥化市
- 地区：大兴安岭地区

| 黑龙江省行政区划图 | 黑龙江省行政区划图 | 黑龙江省行政区划图 | 黑龙江省行政区划图 | 黑龙江省行政区划图      | 黑龙江省行政区划图 | 黑龙江省行政区划图 | 黑龙江省行政区划图 | 黑龙江省行政区划图 | 黑龙江省行政区划图 |
| --- | ------------------ | ------------------ | ------------------ | ----------------------- | ------------------ | ------------------ | ------------------ | ------------------ | ------------------ |
| 哈尔滨市 齐齐哈尔市 鸡西市 鹤岗市 双鸭山市 大庆市 伊春市 佳木斯市 七台河市 牡丹江市 黑河市 绥化市 大兴安岭地区 ☐ 大兴安岭地区管辖的加格达奇区、松岭区实际位于 · 内蒙古自治区呼伦贝尔市鄂伦春自治旗境内，存在区域管辖权争议 |                    |                    |                    |                         |                    |                    |                    |                    |                    |
| 区划代码 | 区划名称           | 汉语拼音           | 面积 （平方公里）  | 常住人口 （2020年普查） | 政府驻地           | 县级行政区划       | 县级行政区划       | 县级行政区划       | 县级行政区划       |
| 区划代码 | 区划名称           | 汉语拼音           | 面积 （平方公里）  | 常住人口 （2020年普查） | 政府驻地           | 市辖区             | 县级市             | 县                 | 自治县             |
| 230000 | 黑龙江省           | Hēilóngjiāng Shěng | 452,538.43         | 31,850,088              | 哈尔滨市           | 54                 | 21                 | 45                 | 1                  |
| —副省级市— |                    |                    |                    |                         |                    |                    |                    |                    |                    |
| 230100 | 哈尔滨市           | Hā'ěrbīn Shì       | 53,076.48          | 10,009,854              | 松北区             | 9                  | 2                  | 7                  |                    |
| —地级市— |                    |                    |                    |                         |                    |                    |                    |                    |                    |
| 230200 | 齐齐哈尔市         | Qíqíhā'ěr Shì      | 42,255.46          | 4,067,489               | 建华区             | 7                  | 1                  | 8                  |                    |
| 230300 | 鸡西市             | Jīxī Shì           | 22,494.48          | 1,502,060               | 鸡冠区             | 6                  | 2                  | 1                  |                    |
| 230400 | 鹤岗市             | Hègǎng Shì         | 14,665.01          | 891,271                 | 向阳区             | 6                  |                    | 2                  |                    |
| 230500 | 双鸭山市           | Shuāngyāshān Shì   | 22,051.13          | 1,208,803               | 尖山区             | 4                  |                    | 4                  |                    |
| 230600 | 大庆市             | Dàqìng Shì         | 21,204.82          | 2,781,562               | 萨尔图区           | 5                  |                    | 3                  | 1                  |
| 230700 | 伊春市             | Yīchūn Shì         | 32,800.28          | 878,881                 | 伊美区             | 4                  | 1                  | 5                  |                    |
| 230800 | 佳木斯市           | Jiāmùsī Shì        | 32,469.98          | 2,156,505               | 前进区             | 4                  | 3                  | 3                  |                    |
| 230900 | 七台河市           | Qītáihé Shì        | 6,190.09           | 689,611                 | 桃山区             | 3                  |                    | 1                  |                    |
| 231000 | 牡丹江市           | Mǔdānjiāng Shì     | 38,827.19          | 2,290,208               | 东安区             | 4                  | 5                  | 1                  |                    |
| 231100 | 黑河市             | Hēihé Shì          | 66,861.93          | 1,286,401               | 爱辉区             | 1                  | 3                  | 2                  |                    |
| 231200 | 绥化市             | Suíhuà Shì         | 34,873.12          | 3,756,167               | 北林区             | 1                  | 3                  | 6                  |                    |
| —地区— |                    |                    |                    |                         |                    |                    |                    |                    |                    |
| 232700 | 大兴安岭地区       | Dàxīng'ānlǐng Dìqū | 64,768.44          | 331,276                 | 加格达奇区         |                    | 1                  | 2                  |                    |

## 人口
2022年末，全省常住总人口3099万人，比上年减少26万人。其中，城镇人口2052万人，乡村人口1047万人。常住人口城镇化率为66.2%，比上年提高0.5个百分点。0—14岁人口占全省总人口的比重为9.3%，65岁及以上人口占全省总人口的比重为17.8%。
根据2021年统计公报，全省总常住人口为3125万人，比2020年减少46万人。
根据2020年第七次全国人口普查，全省常住人口为31,850,088人。同第六次全国人口普查的38,313,991人相比，十年共减少了6,463,903人，下降16.87%，年平均增长率为-1.83%。其中，男性人口为15,952,468人，占总人口的50.09%；女性人口为15,897,620人，占总人口的49.91%。总人口性别比（以女性为100）为100.35。0－14岁的人口为3,286,466人，占总人口的10.32%；15－59岁的人口为21,167,932人，占总人口的66.46%；60岁及以上的人口为7,395,690人，占总人口的23.22%，其中65岁及以上的人口为4,972,868人，占总人口的15.61%。居住在城镇的人口为20,897,694人，占总人口的65.61%；居住在乡村的人口为10,952,394人，占总人口的34.39%。
2020年人口出生率为3.35‰，死亡率为8.23‰，自然增长率为-4.48‰。黑龙江省人口呈现“出生率较低、死亡率较低、老龄化程度较高”的特点，同时由于人口向外迁移，总人口从2014年起开始下降。

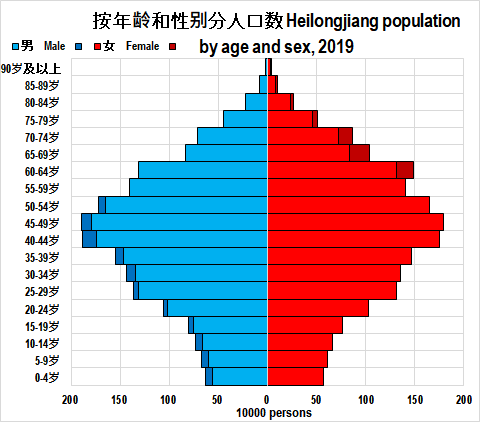
2019年黑龙江人口金字塔

| 年份 | 年末常住人口/万人 | 出生率/‰ | 死亡率/‰ | 来源   |
| ---- | ----------------- | -------- | -------- | ------ |
| 2019 | 3751.3            | 5.73     | 6.74     | [ 33 ] |
| 2020 |                   |          |          |        |
| 2021 | 3125.0            | 3.59     | 8.70     | [ 34 ] |
| 2022 | 3099.0            | 3.34     | 9.09     | [ 35 ] |

### 民族
在黑龙江省，漢族占絕大多數，其中很多人是清朝時山東、河北一帶的移民後裔。官方认定了10个世居少数民族：满族、朝鲜族、蒙古族、回族、达斡尔族、锡伯族、赫哲族、鄂伦春族、鄂温克族、柯尔克孜族。其中，赫哲族是黑龙江省独有的民族。省内有杜尔伯特蒙古族自治县，齐齐哈尔有梅里斯达斡尔族区，此外有若干民族乡等。
全省常住人口中，汉族人口为30,728,612人，占96.48%；各少数民族人口为1,121,476人，占3.52%。与2010年第六次全国人口普查相比，汉族人口减少6,210,569人，下降16.81%，占总人口比例增加0.07个百分点；各少数民族人口减少253,334人，下降18.43%，占总人口比例下降0.07个百分点。其中，满族人口减少164,213人，下降21.95%，占总人口比例下降0.12个百分点；朝鮮族人口减少57,683人，下降17.6%，占总人口比例下降0.01个百分点；蒙古族人口减少13,273人，下降10.58%，占总人口比例增加0.02个百分点；回族人口减少26,285人，下降25.83%，占总人口比例下降0.03个百分点；达斡尔族人口减少6,607人，下降16.4%，占总人口比例不变；锡伯族人口减少1,349人，下降17.73%，占总人口比例不变；赫哲族人口增加192人，增长5.31%，占总人口比例不变。
| 民族名称                | 汉族       | 满族    | 朝鮮族  | 蒙古族  | 回族   | 达斡尔族 | 锡伯族 | 壮族  | 苗族  | 赫哲族 | 其他民族 |
| ----------------------- | ---------- | ------- | ------- | ------- | ------ | -------- | ------ | ----- | ----- | ------ | -------- |
| 人口数                  | 30,728,612 | 583,807 | 270,123 | 112,210 | 75,464 | 33,670   | 6,259  | 3,890 | 3,852 | 3,805  | 28,396   |
| 占总人口比例（%）       | 96.48      | 1.83    | 0.85    | 0.35    | 0.24   | 0.11     | 0.02   | 0.01  | 0.01  | 0.01   | 0.09     |
| 占少数民族人口比例（%） | －         | 52.06   | 24.09   | 10.01   | 6.73   | 3.00     | 0.56   | 0.35  | 0.34  | 0.34   | 2.53     |

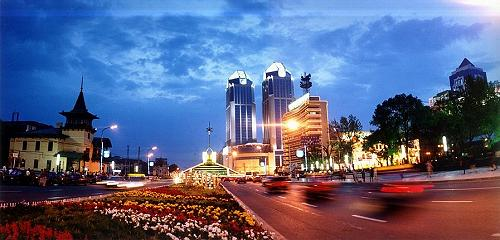
哈尔滨市中心夜景
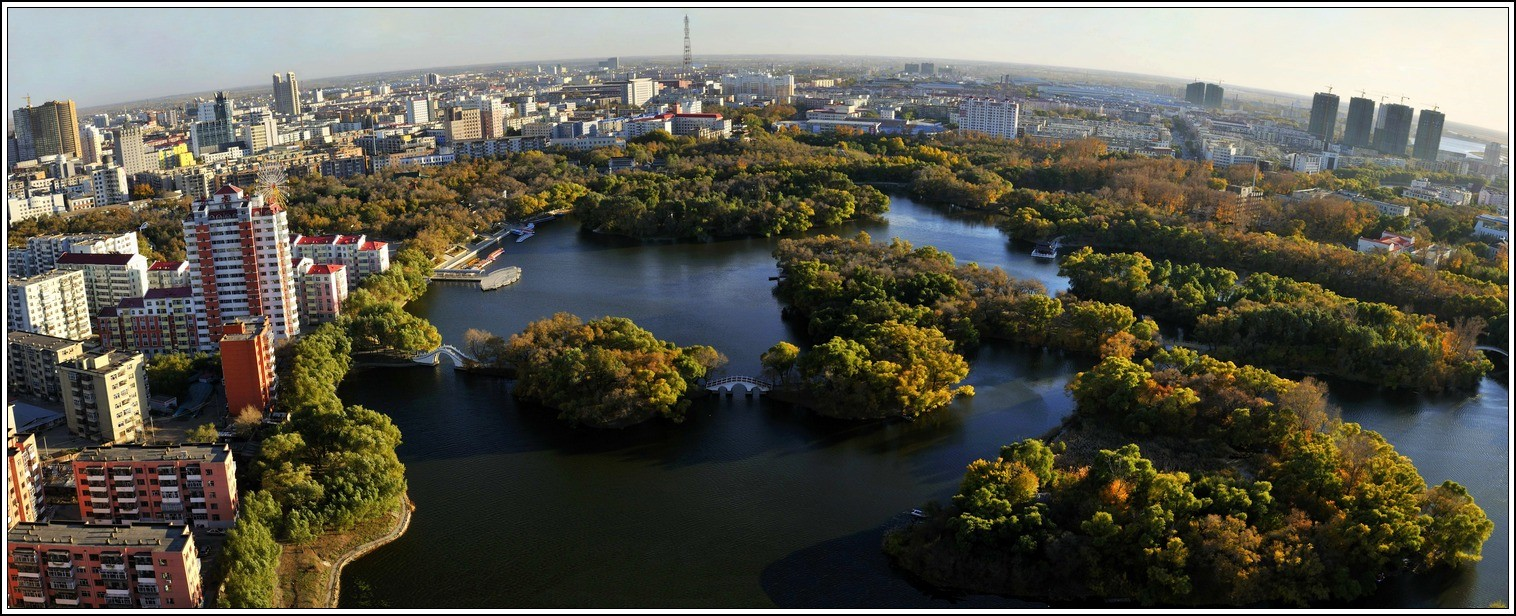
俯瞰齐齐哈尔市
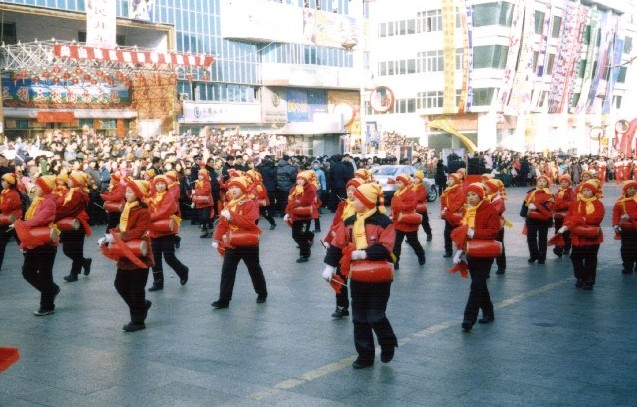
双鸭山市街頭新年遊行
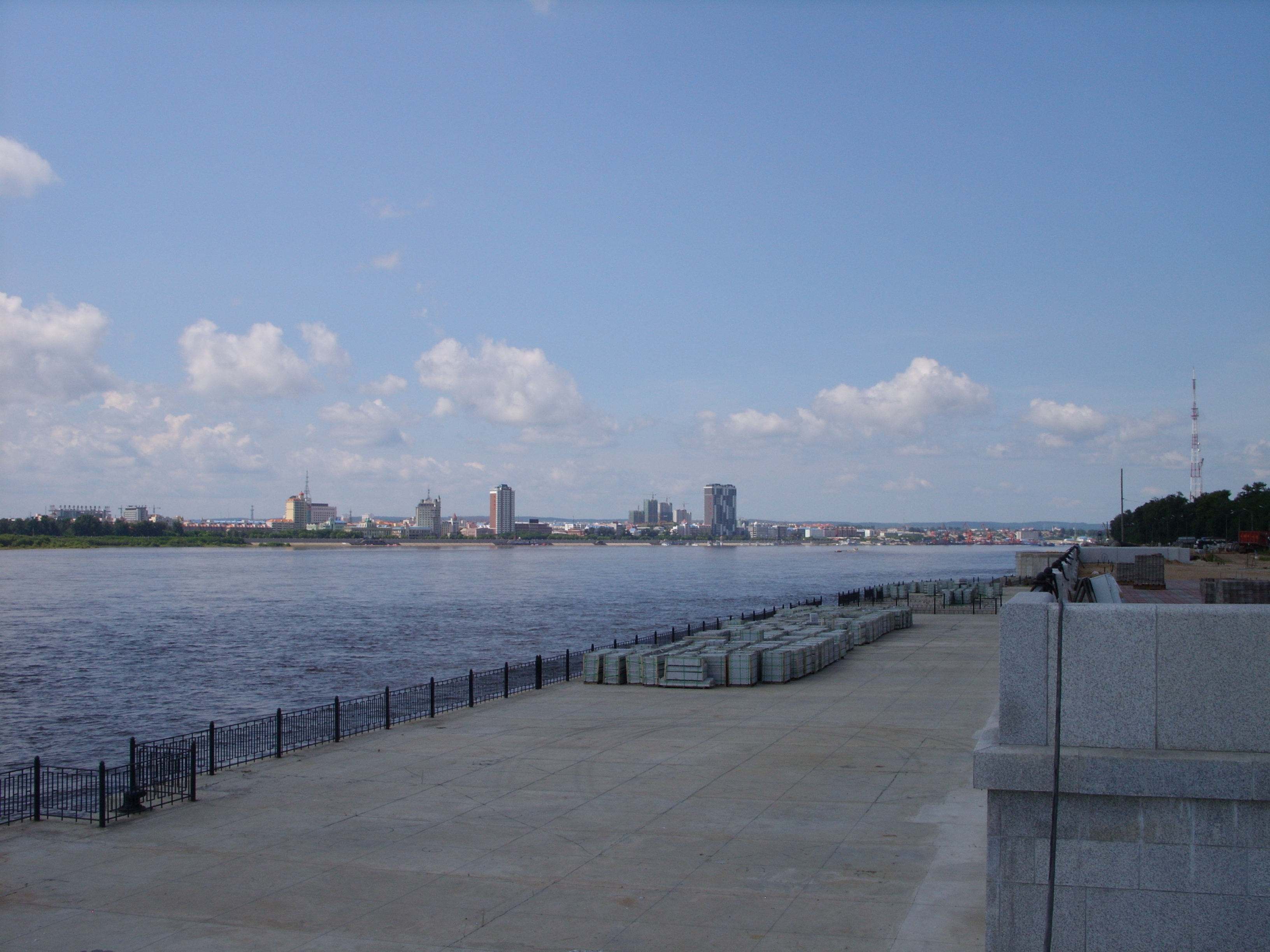
黑河市以及黑龙江江面
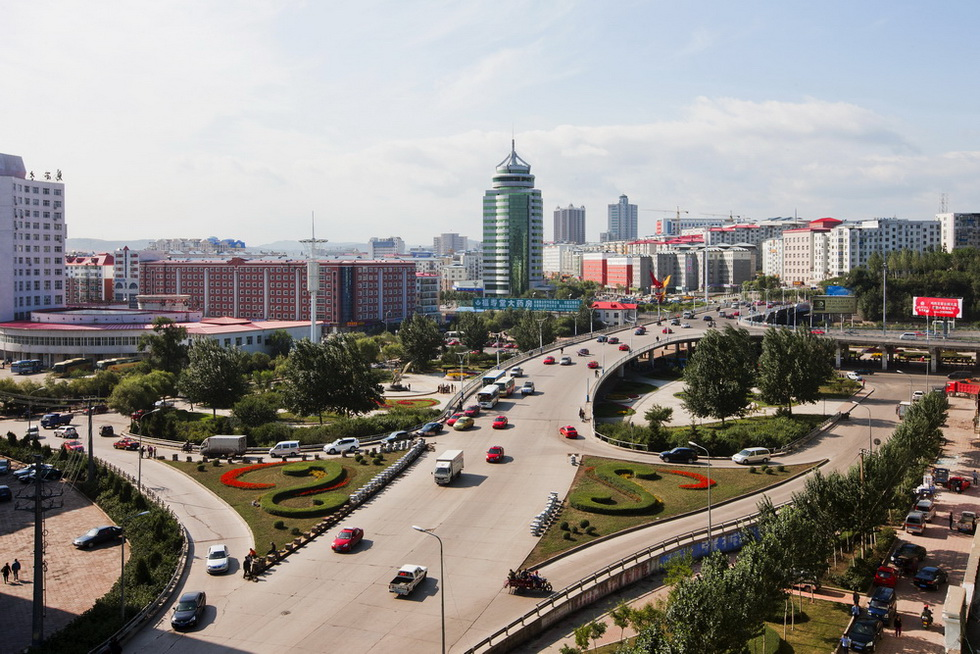
鸡西市

## 经济
| 排名 | 企业                               |
| ---- | ---------------------------------- |
| 1    | 北大荒农垦集团                     |
| 2    | 大庆油田有限责任公司               |
| 3    | 黑龙江建龙投资集团                 |
| 4    | 国家电网黑龙江省电力公司           |
| 5    | 中国石油天然气股份大庆石化分公司   |
| 6    | 黑龙江省建设投资集团               |
| 7    | 中国铁路哈尔滨局集团               |
| 8    | 中国石油天然气股份黑龙江销售分公司 |
| 9    | 哈尔滨电气集团                     |
| 10   | 中国石油天然气股份大庆炼化分公司   |
| 11   | 中国一重集团                       |
| 12   | 黑龙江龙煤矿业控股集团             |
| 13   | 大庆沃尔沃汽车制造                 |
| 14   | 黑龙江富祥供应链管理               |
| 15   | 大庆丰沃汽车                       |
| 16   | 象屿农产                           |
| 17   | 黑龙江农村信用合作社               |
| 18   | 中航直升机股份                     |
| 19   | 中国石油天然气股份哈尔滨石化分公司 |
| 20   | 哈尔滨飞机工业集团                 |

### 工商业

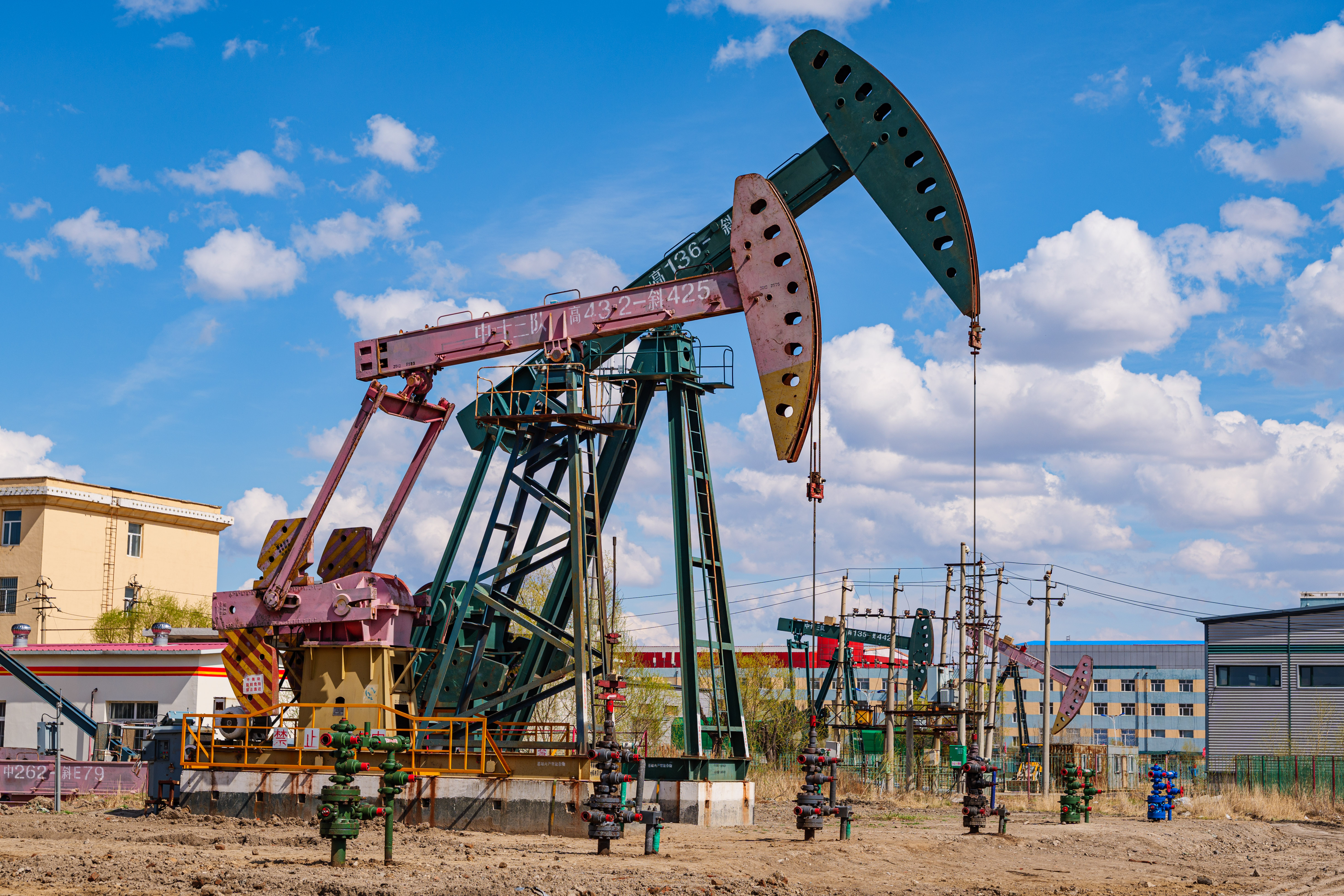
石油是大庆市的支柱产业，图为大庆市萨尔图区境内的抽油机

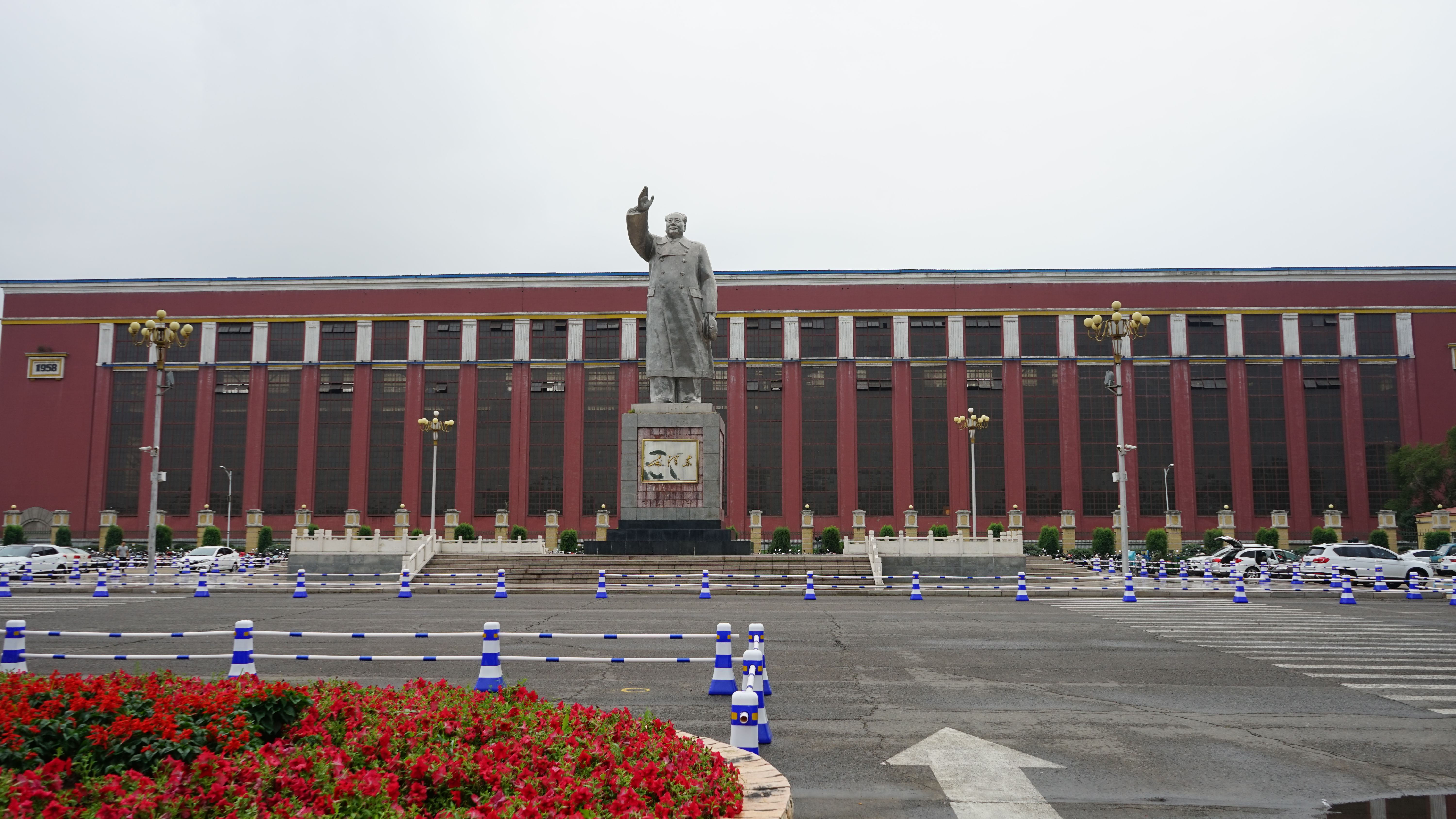
中国第一重型机械集团位于齐齐哈尔市富拉尔基区的办公区

黑龙江省工业门类以重工业为主，是中国重要的机械、石油、煤炭、木材和食品工业基地；哈尔滨、齐齐哈尔、大庆是主要的工业中心，大庆油田、哈电集团等大型企业均居中国同行业前列。
黑龙江省矿产资源丰富多样，以石油、煤炭、金、石墨最为重要。本省石油蕴藏丰富，是中国最重要的石油产区，大庆油田系中国第一大油田。煤的分布很广，鸡西、鹤岗、双鸭山、七台河等煤矿全国有名。石墨主要分布在鸡西、鹤岗，储量分别居亚洲前两位。沙金主要分布在小兴安岭北麓黑龙江及其支流沿岸的很多地方，黑河、呼玛等地很早就以产金著称。
黑龙江省地处东北亚中心地带，交通运输发达，现已形成了以哈尔滨为龙头，辐射黑河、绥芬河等边境口岸窗口开展贸易的多层次对外开放格局，绥芬河为中国对俄罗斯第二大贸易口岸，贸易额千万/日。
黑龙江省的大型企业主要有：中国第一重型机械集团、北大仓集团有限公司、中国通用集团齐齐哈尔二机床（集团）有限责任公司、齐重数控装备股份有限公司、中国兵器工业集团公司齐齐哈尔北方机器有限公司、中国兵器工业集团齐齐哈尔建华机械有限责任公司、北满特殊钢有限责任公司、北大荒农垦集团、哈尔滨电气集团、中国北车集团齐齐哈尔铁路车辆（集团）有限责任公司、龙煤控股集团、哈药集团、东方集团、大庆油田有限责任公司。

### 农林牧渔业

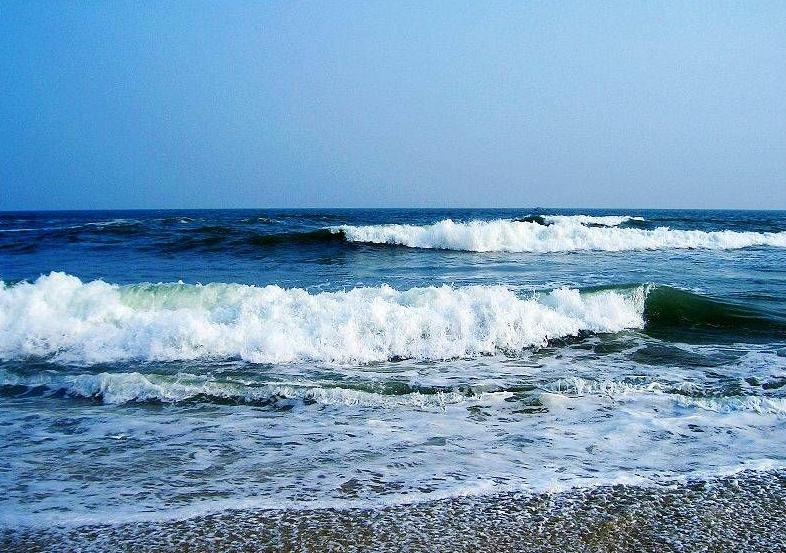
中俄界湖兴凯湖，中方一侧湖边多为沙滩，俄方一侧则多为芦苇、水草。该湖盛产淡水鱼类，渔业发达

黑龙江省黑土分布广，土地肥沃，地广人稀，人均耕地面积居全国首位，粮食作物播种面积约占全省总播种面积的四分之三左右，是全国最大的粮食产区和商品粮调出基地，粮食产量、粮食商品量、劳均生产粮食量、农机化程度和大型农机保有量、土地规模经营面积、土壤有机质含量、农产品质量安全水平等主要指标均居中国首位。全省主要农作物以水稻、小麦、玉米、高粱、黄豆为主。黑龙江省水稻栽培历史较短，但目前分布普遍，五常、响水等地大米全国闻名。本省是中国最大的马铃薯种植基地。黑龙江省也是中国大豆的重要产区，产量居全国首位。经济作物以甜菜、亚麻、向日葵为主，甜菜和亚麻产量常居中国各省首位。松嫩平原、三江平原地势平坦，农业机械化水平很高。
黑龙江省山地森林茂密，是中国森林资源最丰富的省份，木材蓄积量为中国各省之首，采伐量曾常年占中国的三分之一至二分之一，是中国最重要的林业基地。红松和落叶松是主要树种。小兴安岭中的伊春市是著名的林业城市，有“林都”之称。1990年代以来各林区逐渐实行全面禁伐，改为封山育林，发展林下经济。
黑龙江省畜牧业发达。西南部齐齐哈尔、大庆等地牧场宽广、饲料充足，是本省主要的农牧业基地。乳制品业发达，在中国各省区中仅次于内蒙古居第二位。
黑龙江省内河湖多产鱼类，淡水鱼资源居中国首位。松花江鱼产量约占全省一半。大马哈鱼、鳇鱼、鲟鱼、“三花五罗”等著名鱼种是黑龙江和乌苏里江的著名特产。兴凯湖盛产中国四大淡水湖鱼之一的翘嘴鲌（大白鱼）。深山密林多野生动植物，盛产灰鼠、香鼠、貂、水獭等珍贵毛皮兽以及人参、鹿茸、麝香等名贵药材和木耳、蘑菇、松子等山林特产。

## 交通

### 铁路
黑龙江省是中国修建铁路最早的省份之一，历史可上溯至沙俄在1897年开始在中国东北修建以哈尔滨为中心，东、西、南三个方向分别连接海参崴、满洲里、大连的中东铁路，即今天的滨绥线、滨洲线和京哈线。哈尔滨铁路局则是中华人民共和国建立的第一个铁路局，辖区覆盖黑龙江省全境以及内蒙古自治区东北部。齐齐哈尔設有铁路货车和铁路起重机制造厂（哈尔滨车辆制造厂）。

#### 普速线
黑龙江省之国铁营业里程达5654.9千米，為中国铁路通车里程最长的省份。铁路干线和支线以哈尔滨、齐齐哈尔、牡丹江、佳木斯四个城市为轴心向四周辐射，贯穿全省所有地市，一直延伸到大、小兴安岭林区和三江平原腹地，形成全省铁路布局骨架。同时，通过国际、国内干线外接俄罗斯、朝鲜、蒙古，内联吉林、辽宁和内蒙古并与全国铁路网相连接。全省主要铁路线有京哈线、滨洲线、滨绥线、滨北线、绥佳线、牡佳线、牡图线、平齐线、通让线、齐北线、林密线、佳富线、福前线等。其中滨洲线、滨绥线与西伯利亚大铁路相连，成为欧亚大陆桥的重要组成部分；京哈线、平齐线、通让线、牡图线等则与相邻省区联通，接入全国铁路网。

#### 高速线

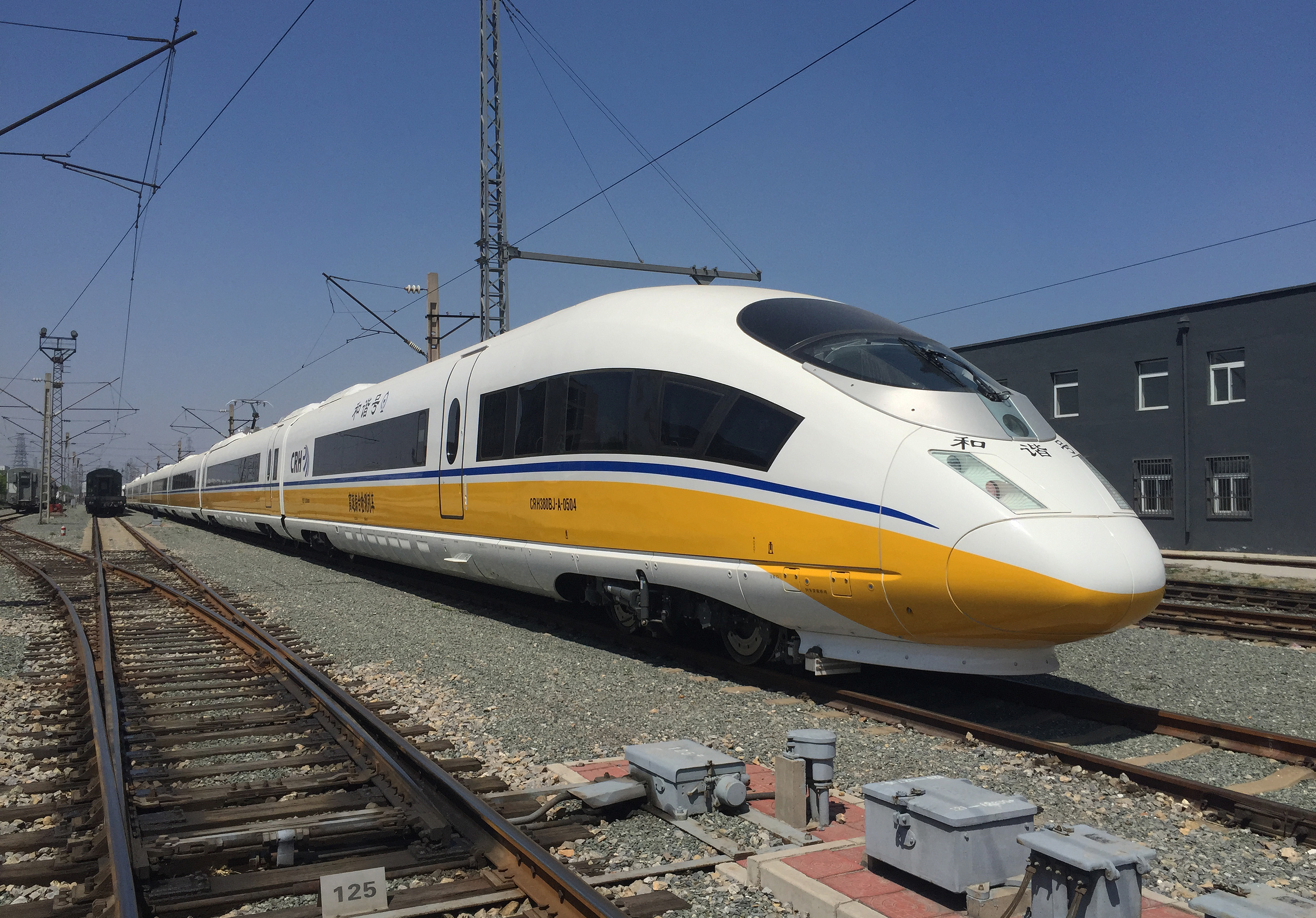
哈大高速铁路所使用的CRH380BG高寒综合检测车

- 哈大客运专线：是中国东北地区首条高速铁路，设计运营时速为350千米/时，于2007年8月23日开工，并于2012年12月1日正式通车。该线贯穿东北三省，连通黑龙江省会哈尔滨和东北最大港口大连，是世界首条运行于-40℃高寒地区的高速铁路[44]，也是中国“四纵四横”高铁网络的主要组成部分[45]。哈尔滨西站至沈阳北站段同时为京哈客运专线的一部分。
- 哈齐高速铁路：设计运营时速250千米/时（预留300千米/时提速条件），于2009年11月30日开工建设，并于2015年8月17日通车[46]。该线连通黑龙江省内哈尔滨、大庆、齐齐哈尔三座重要工业城市，是黑龙江省第一条省内城际间客运专线[47]，也是中国目前运营中的高铁线路位置最北的一条。
- 哈牡客运专线：设计运营时速250千米/时，连接哈尔滨市与牡丹江市，正线长度293.2公里[48]。该线于2014年12月15日开工，2018年12月25日建成通车，并与改建后的滨绥线牡绥段相连接[49][50][51]。
- 哈佳铁路：设计运营时速200千米/時，连接哈尔滨市与佳木斯市，线路全长343公里[52]，于2014年6月30日开工建设[53]，已于2018年9月30日正式通车。[54]
- 牡佳客运专线：设计运营时速250千米/时，连通黑龙江省东部牡丹江、鸡西、七台河、双鸭山、佳木斯5个地级市，全长374.922公里，其中新建线路370.890公里[55]。该线于2016年11月8日开工建设，2021年12月6日建成通车[56]。
- 哈伊高速铁路：设计运营时速250千米/时，连接哈尔滨市、绥化市和伊春市，线路全长300公里。全线分两段建设，哈尔滨-铁力段于2022年9月29日正式开工建设，铁力-伊春段已于2021年5月13日正式开工建设，预计2026年10月建成通车[57][58]。

已通车的哈大客专、哈齐客专、哈牡客专、哈佳快铁、牡佳客专，以及在建的哈伊客专等高等级线路，共同构成黑龙江省“十字加环线”的高速铁路网络，覆盖全省大部分地级以上行政区域和人口稠密地区。

### 公路
黑龙江省公路总里程为162,464公里（截至2014年）。全省现有国家高速9条，国道8条，省道35条（其中地方高速路6条），县道220条，乡道4408条，村道13796条，专用公路6012条。其中，高速公路通车里程超过4300公里，居东北三省之首。全省13个地市级行政区均和省城哈尔滨有国家高速公路连接。
途径黑龙江省的国家高速公路有：
- 北京－哈尔滨（ 京哈高速）

- 绥芬河－满洲里（ 绥满高速）

- 鹤岗－大连（ 鹤大高速）

- 大庆－广州（ 大广高速）

- 哈尔滨四环路（ 哈尔滨绕城高速）

- 哈尔滨－同江（ 哈同高速）

- 建三江－黑瞎子岛（ 建黑高速）

- 鹤岗－哈尔滨（ 鹤哈高速）

- 吉林－黑河（ 吉黑高速）

黑龙江省高速公路网

此外还有黑龙江省属高速公路建虎高速、鸡虎高速、前嫩高速、绥北高速、北富高速、密兴高速、嫩泰高速、依七高速)等，成为各区域间的交通干线。全省各市、县、乡均有公路相连。

### 水运

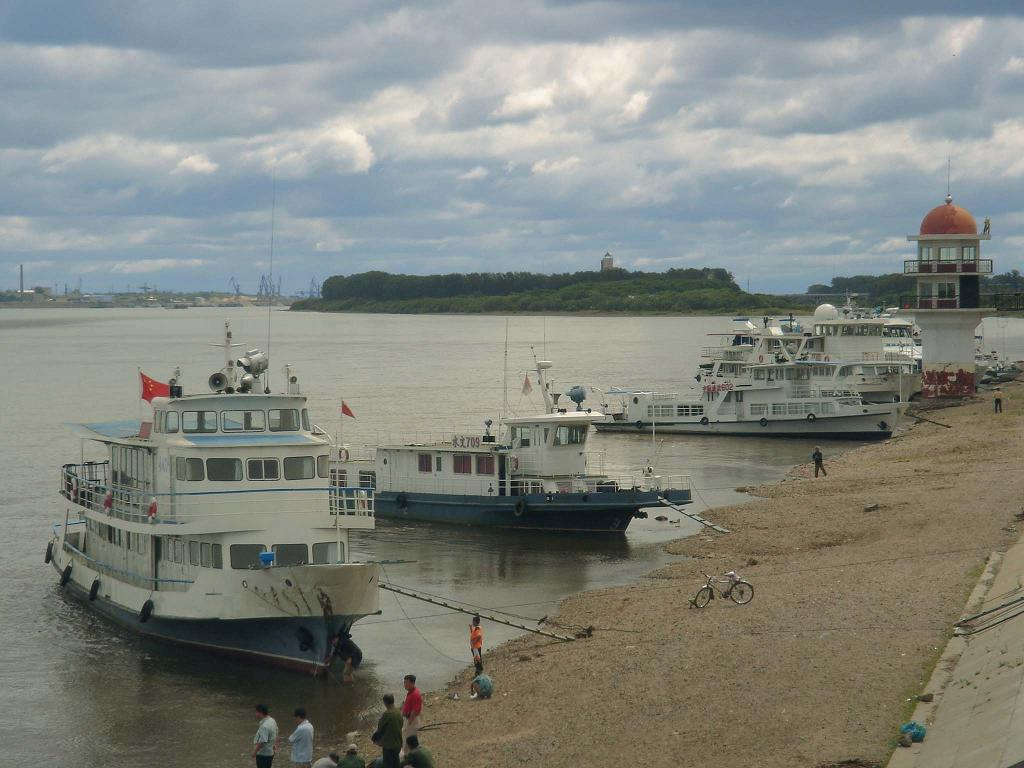
黑龍江江面

黑龙江省内河通航里程达5528千米，现有直营客运航线9条，以黑龙江、松花江、乌苏里江为骨干，哈尔滨港、佳木斯港为枢纽的水运网贯穿全境。主要航线有：
- 松花江航线：是黑龙江省水运主干线，每年5-11月通航。
- 黑龙江航线：是中国最北部的内河航线，在同江和俄罗斯哈巴罗夫斯克（伯力）与松花江、乌苏里江航线相接，冬季封航。
- 乌苏里江航线：是中国最东部的内河航线，也是中俄界河航线，冬季封冻。
- 嫩江航线：以运输煤炭、木材、粮食等货物为主，沿线经嫩江、齐齐哈尔、富拉尔基等港口。

海運部份，自2007年起，黑龙江國内贸易货物可通過绥芬河出境，经俄罗斯的海参崴港（符拉迪沃斯托克）、东方港、纳霍德卡港中转，再运至上海、宁波、黄埔。

### 航空
省内有兩座國際機場：哈尔滨太平国际机场、牡丹江海浪国际机场，三座國內機場：齐齐哈尔三家子机场、萨尔图机场和佳木斯东郊机场，航线通往全国重要城市和境外城市。支线机场数量居国内前列，覆盖鸡西、伊春、加格达奇、漠河、建三江、大庆等地；绥芬河市有中国首个民营机场。据2016年统计，哈尔滨机场旅客吞吐量居东北三省之首。

## 文化
参见：黑龙江全国重点文物保护单位列表

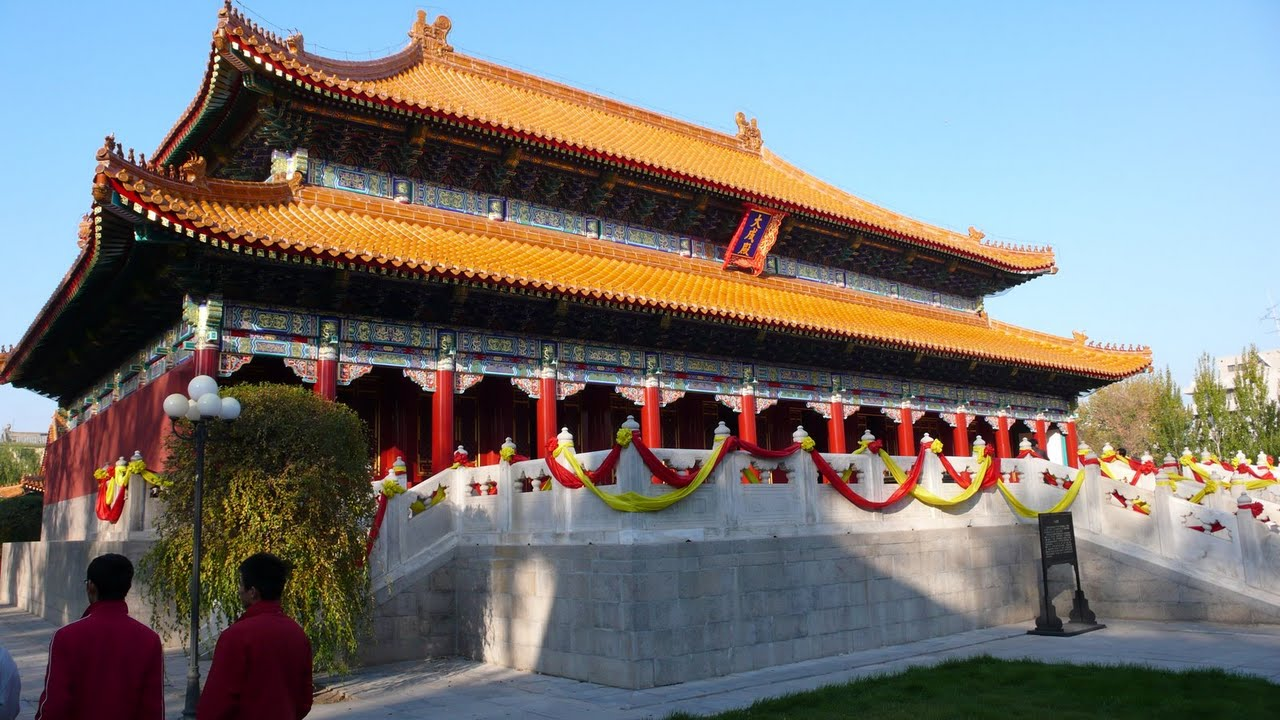
哈尔滨文庙大成殿

全省共有2处国家历史文化名城、28处全国重点文物保护单位。
- 国家历史文化名城：哈尔滨、齐齐哈尔（2014年）
- 省级历史文化名城：宁安（1996年）、阿城（1996年）、依兰（1996年）、呼兰（1996年）

### 饮食
饮食以东北菜为主，当地特色有鸡西冷面、哈尔滨红肠、克东腐乳、得莫利炖活鱼、镜泊湖全鱼宴、同江赫哲族生鱼片、大庆坑烤等。

## 宗教

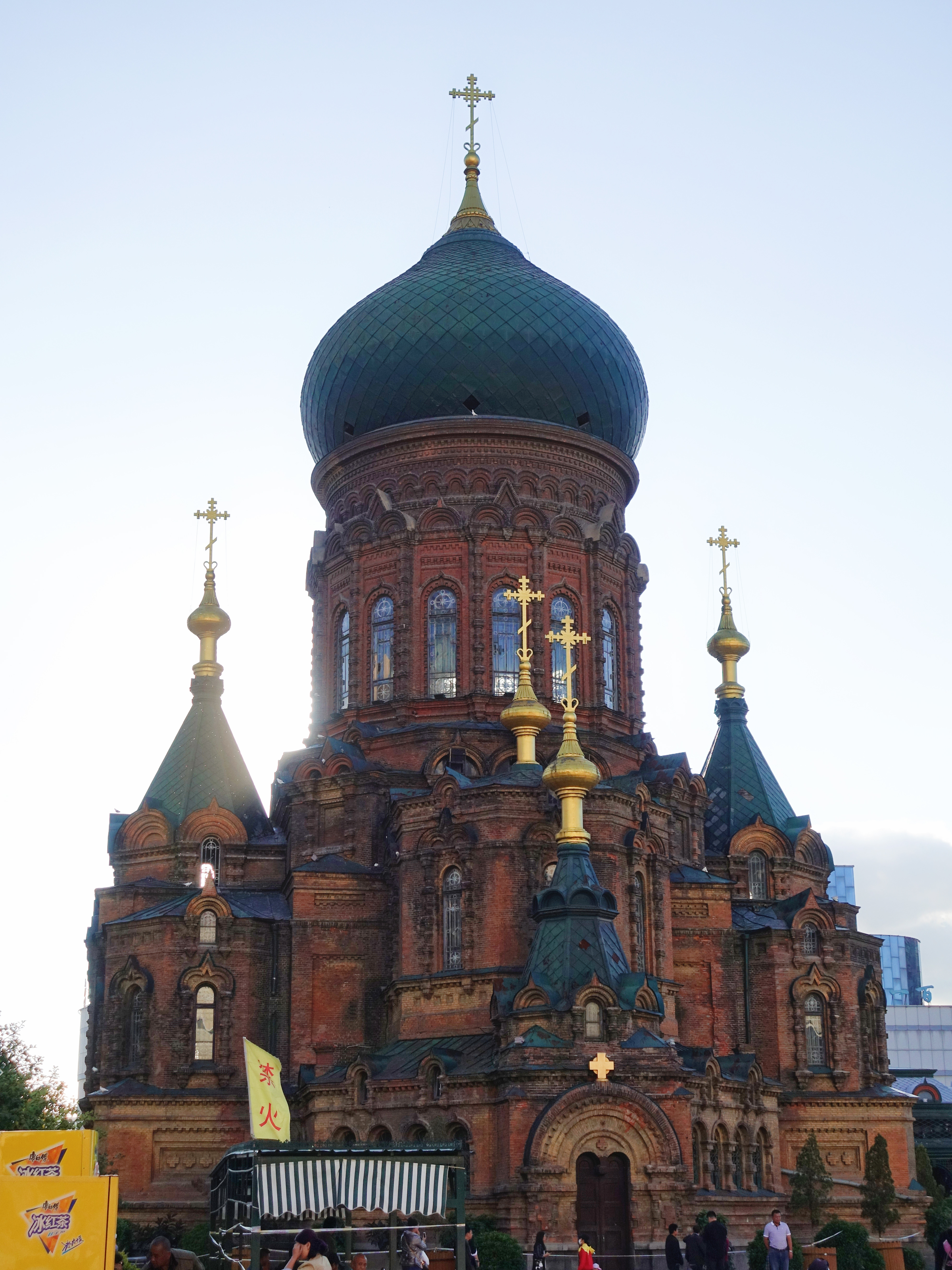
哈尔滨圣索菲亚教堂

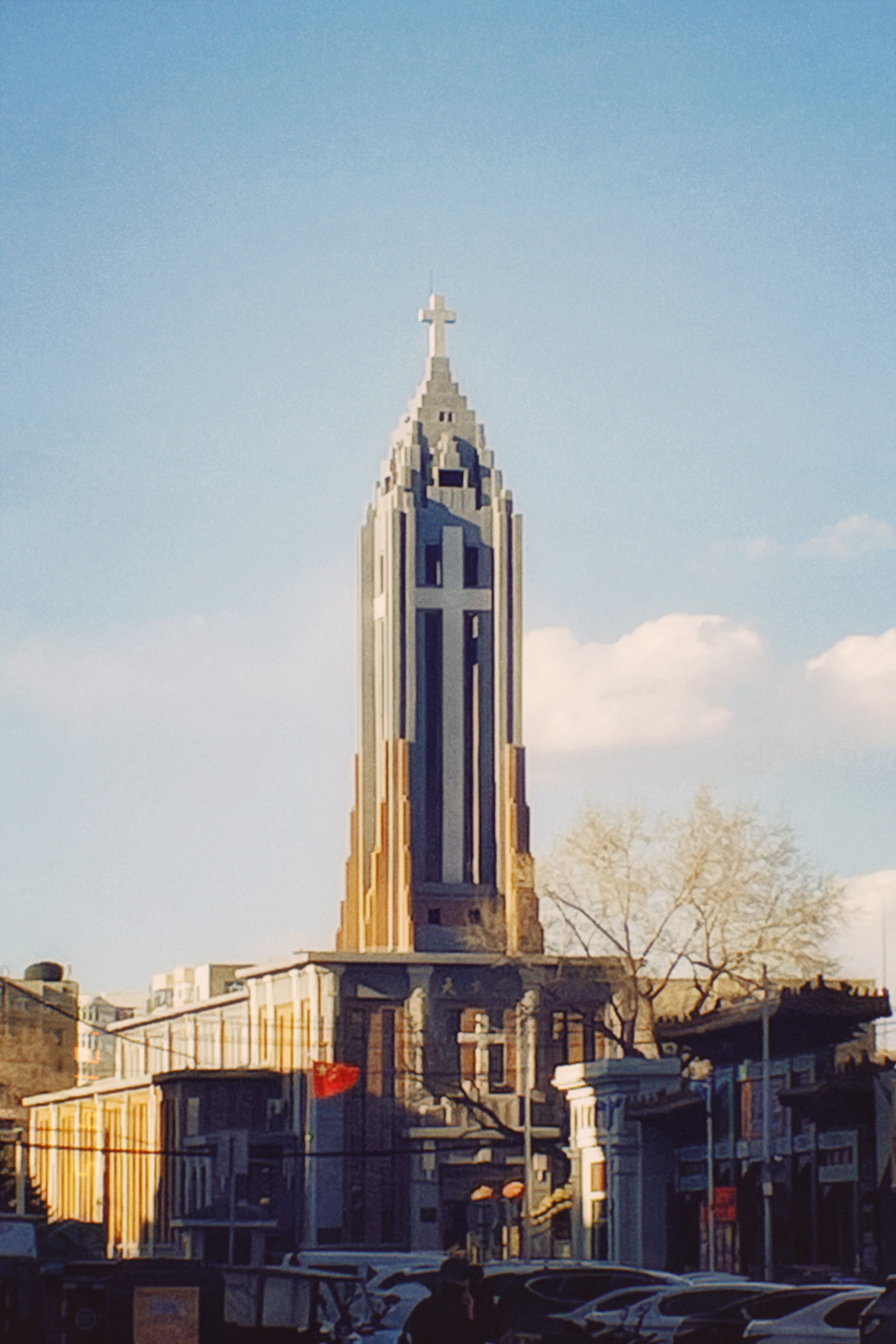
齐齐哈尔圣弥勒尔教堂

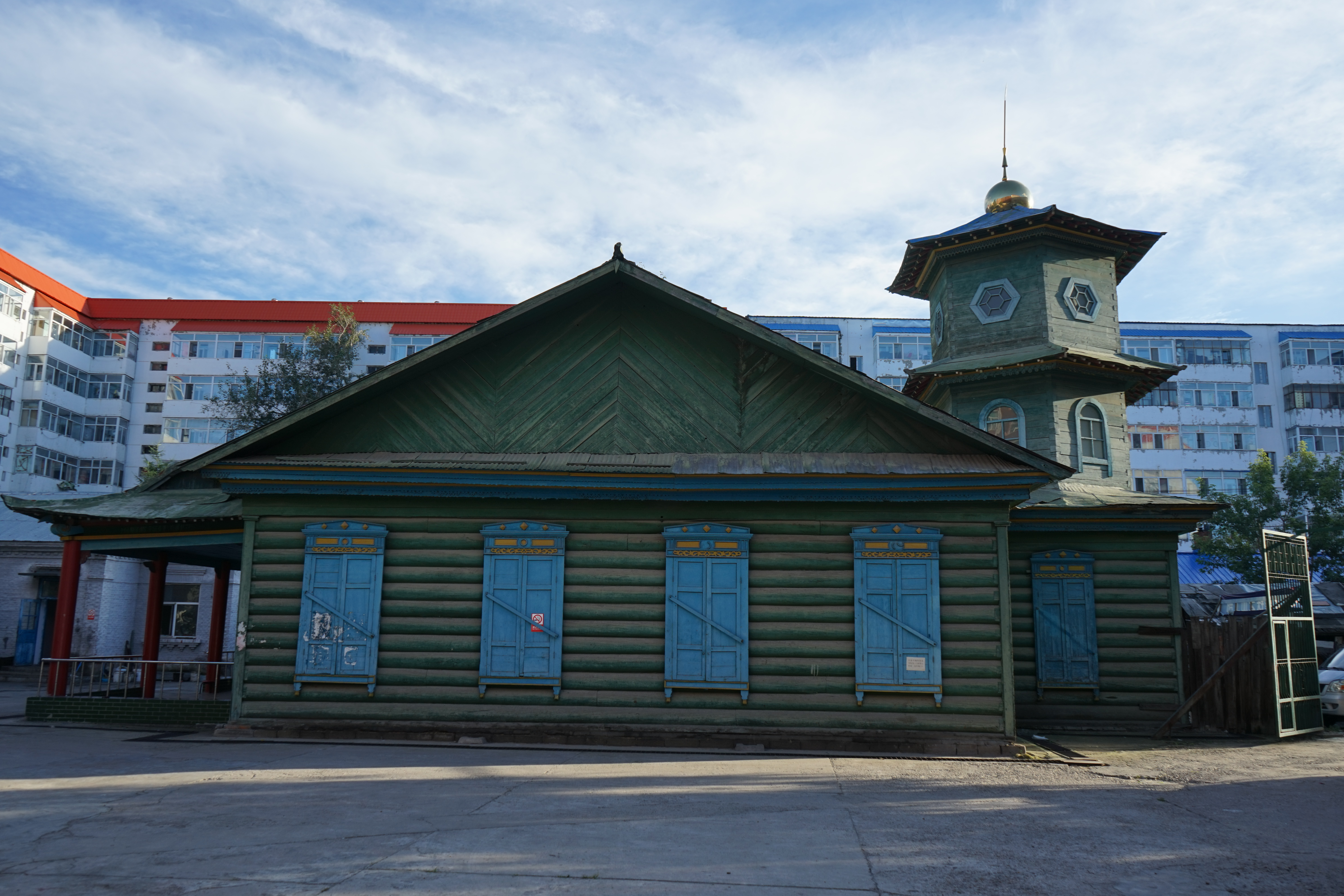
黑河清真寺

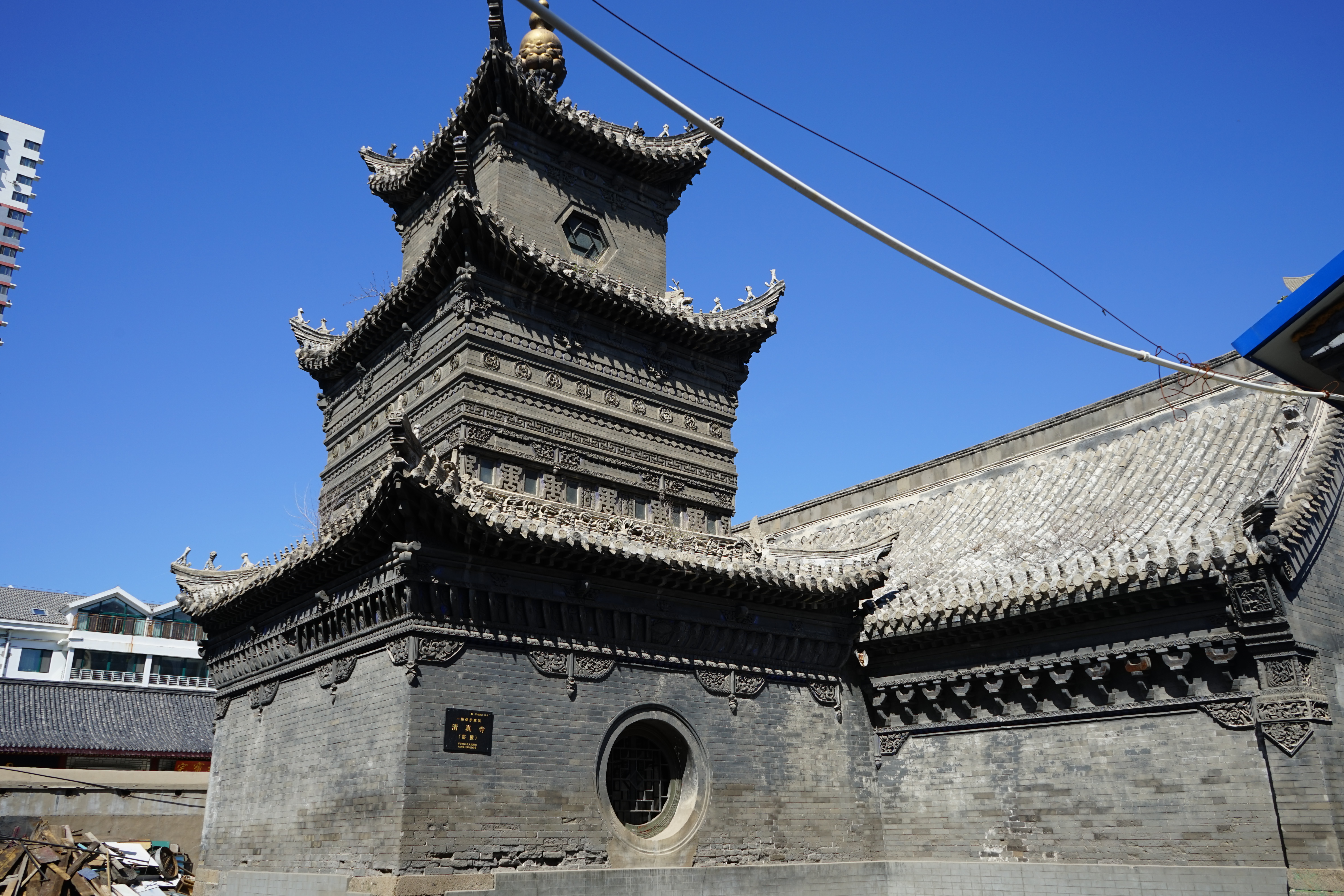
卜奎清真寺

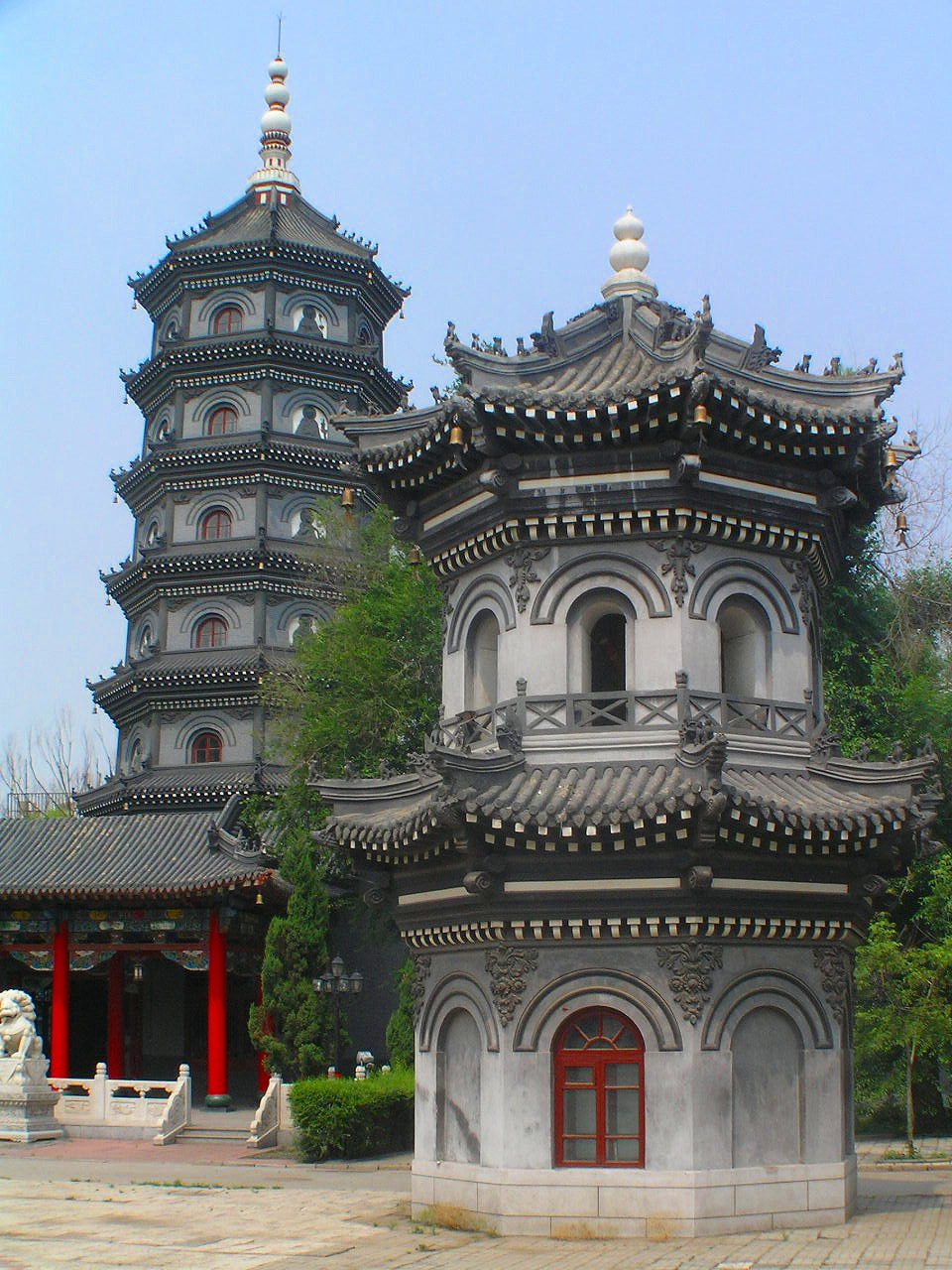
哈尔滨极乐寺

黑龍江省的宗教有佛教、道教、基督宗教（含基督教新教、天主教和東正教）、伊斯兰教。其中，由於歷史原因，黑龍江省的東正教與俄羅斯東正教息息相關。黑龍江省有一些著名的宗教建筑：

### 道教
- 齐齐哈尔关帝庙
- 绥化慈云宫
- 尚志太和宫
- 铁力太圣宫
- 双城无量观
- 阿城海云观
- 齐齐哈尔市万善宫

### 佛教
- 齐齐哈尔大乘寺
- 牡丹江圆通讲寺
- 佳木斯水源山佛光寺
- 哈尔滨极乐寺

### 亚伯拉罕诸教

#### 东正教
- 哈尔滨圣·尼古拉教堂（已拆毁，于2007年在香坊区成高子镇伏尔加庄园重建）
- 哈尔滨圣·伊维尔教堂
- 哈尔滨圣母守护教堂
- 哈尔滨圣索菲亚教堂

#### 天主教
- 哈尔滨东大直街耶稣圣心主教座堂
- 哈尔滨士课街教堂
- 齐齐哈尔圣弥勒尔教堂
- 牡丹江天主教堂

#### 新教
- 哈尔滨大直街德国路德会教堂
- 哈尔滨哈利路亚教堂
- 齐齐哈尔以马内利教堂
- 佳木斯光复路教堂
- 牡丹江基督教堂

#### 伊斯兰教
- 哈尔滨道外清真寺
- 卜奎清真寺
- 牡丹江清真寺
- 佳木斯清真寺
- 依兰清真寺

## 旅游

### 中国国家5A级旅游景区
- 哈尔滨市太阳岛公园（哈尔滨市）
- 五大连池风景名胜区（黑河市）

### 中国国家4A级旅游景区
- 黑龙江省科学技术馆（哈尔滨市）
- 哈尔滨索菲亚教堂（哈尔滨市）
- 黑龙江电视塔龙塔旅游区（哈尔滨市）
- 森工平山旅游区（哈尔滨市）
- 哈尔滨金源文化旅游区（哈尔滨市）
- 二龙山旅游风景区（哈尔滨市）
- 亚布力滑雪旅游度假区（哈尔滨市）
- 黑龙江扎龙国家级自然保护区（齐齐哈尔市）
- 齐齐哈尔明月岛风景区（齐齐哈尔市）
- 齐齐哈尔龙沙公园（齐齐哈尔市）
- 镜泊湖风景名胜区（牡丹江市）
- 宁安火山口国家森林公园（牡丹江市）
- 大庆油田历史陈列馆、大庆铁人王进喜纪念馆（大庆市）
- 汤旺河林海奇石风景区、伊春嘉荫恐龙国家地质公园、伊春五营国家森林公园（伊春市）

### 国家重点风景名胜区
- 镜泊湖
- 五大连池

### 其他
- 中国哈尔滨国际冰雪节（哈尔滨市）
- 中国哈尔滨国际啤酒节（哈尔滨市）

## 教育

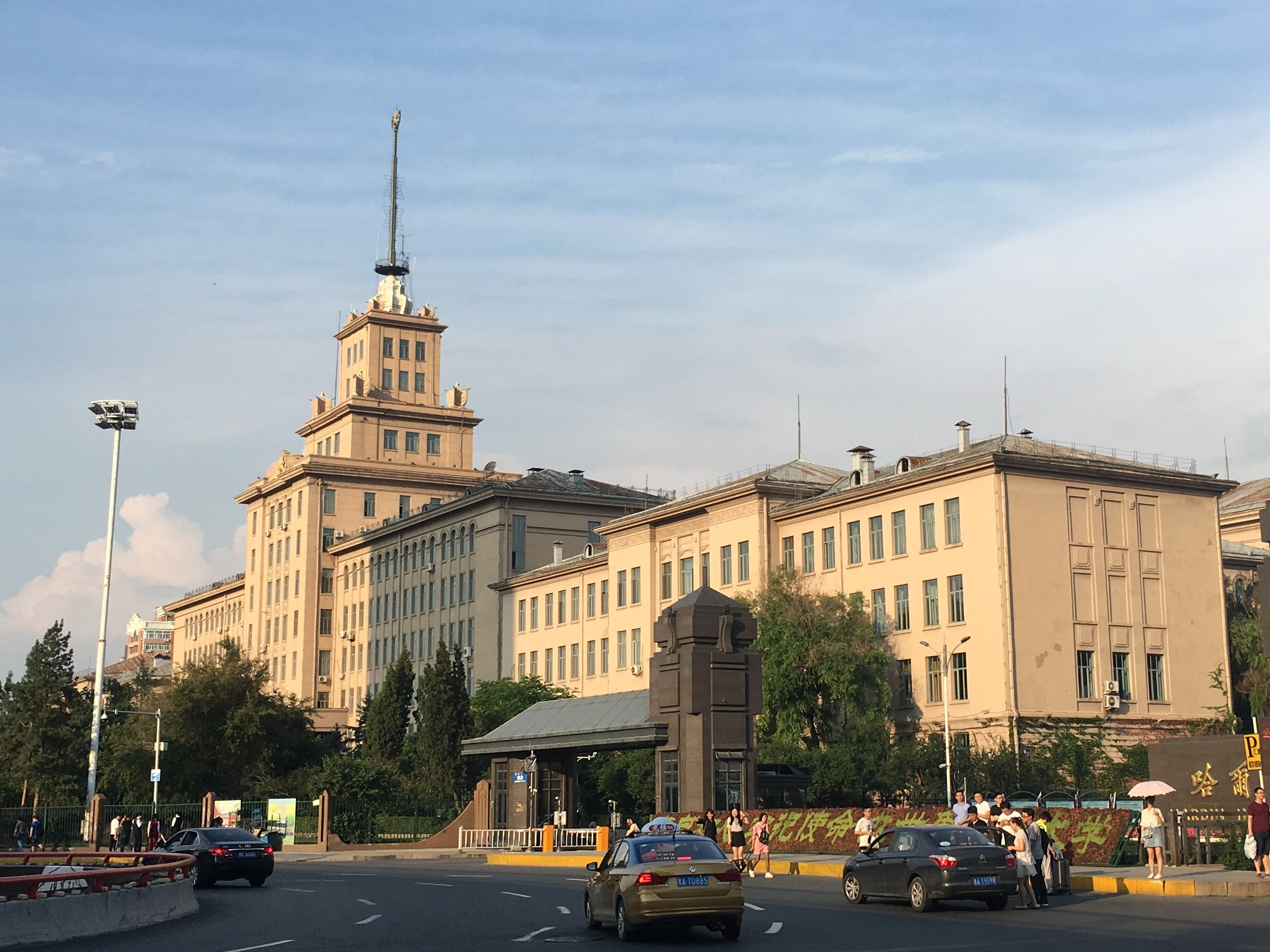
哈尔滨工业大学是黑龙江省唯一一所入选985工程的高校，图为该校主楼

截至2016年末，黑龙江省共有研究生培养单位27所，普通高校82所，成人高校21所，中等职业教育学校237所，普通高中372所，普通初中1451所，普通小学1979所，幼儿园5720个。

### 高等教育
黑龙江省有1所985工程高校（哈尔滨工业大学）和3所211工程高校（哈尔滨工程大学、东北林业大学、东北农业大学）。

## 政治
| 机构     | · 中国共产党 · 黑龙江省委员会 | 黑龙江省人民代表大会 常务委员会 | 黑龙江省人民政府     | · 中国人民政治协商会议 · 黑龙江省委员会 |
| 职务     | 书记                          | 主任                            | 省长                 | 主席                                    |
| -------- | ----------------------------- | ------------------------------- | -------------------- | --------------------------------------- |
| 姓名     | 许勤                          | 许勤                            | 梁惠玲（女）         | 蓝绍敏                                  |
| 民族     | 汉族                          | 汉族                            | 汉族                 | 汉族                                    |
| 籍贯     | 江苏省连云港市                | 江苏省连云港市                  | 湖北省宜城市         | 广东省大埔县                            |
| 出生日期 | 1961年10月（63歲）            | 1961年10月（63歲）              | 1962年8月（62—63歲） | 1964年1月（61歲）                       |
| 就任日期 | 2021年10月                    | 2022年1月                       | 2022年12月           | 2023年1月                               |

### 引用
1. ↑   (PDF). 联合国开发计划署中国分部: 第102页. 2016  [2017-12-07]. （原始内容 (PDF)存档于2017-12-06） （中文（中国大陆））.
2. ↑  . 黑龙江省人民政府.   [2012年12月]. （原始内容存档于2012-12-26）.（简体中文）
3. ↑  . 国家统计局黑龙江调查总队. 2015年8月7日  [2015年12月21日]. （原始内容存档于2015年12月22日）.（简体中文）
4. ↑  阴淑梅. . 北方文物. 2007, (2): 27-28.
5. ↑  徐俊. . 湖北武昌: 华中师范大学出版社. 2000年11月: 202–210. ISBN 7-5622-2277-0.
6. ↑  新唐書卷二一九靺鞨傳：“開元十年，其酋倪屬利稽來朝，玄宗即拜勃利州刺史。於是安東都護薛泰請置黑水府，以部長爲都督、刺史，朝廷爲置長史監之，賜府都督姓李氏，名曰獻誠，以雲麾將軍領黑水經略使，隸幽州都督。訖帝世，朝獻者十五。大曆世凡七，貞元一來，元和中再。……初，黑水西北又有思慕部，益北行十日得郡利部，東北行十日得窟說部，亦號屈設，稍東南行十日得莫曳皆部，又有拂涅、虞婁、越喜、鐵利等部。其地南距渤海，北、東際於海，西抵室韋，南北袤二千里，東西千里。拂涅、鐵利、虞婁、越喜時時通中國，而郡利，屈設、莫曳皆不能自通。……後渤海盛，靺鞨皆役屬之，不復與王會矣。”
7. ↑  《关于中苏边界问题》，中文版第75-83页，113-114页。
8. ↑  吳志良＜十六世紀葡萄牙的中國觀＞，《澳門研究》，第4期，1996年，第24-42頁
9. ↑  Patrick Fuliang Shan. . Ashgate Publishers. 2014. ISBN 978-1-4094-6389-4.
10. ↑  川田（2010）p.170
11. ↑  川田（2010）pp.172-174
12. ↑  『1億人の昭和史1』（1975）p.147
13. ↑  《滿洲國政府公報》第1號，1932年4月1日，第26頁
14. ↑  《政府公報》，1934年10月11日，第61頁
15. ↑  . Chinadaily.com.cn. 2003-10-17  [2017-08-14]. （原始内容存档于2017-08-18）.
16. ↑  Biological Weapons Program （页面存档备份，存于） -- 美國科學家聯盟（FAS）2000年4月16日。
17. ↑  傅林祥，鄭寶恆著《中國行政區劃通史 中華民國卷》
18. ↑  . （原始内容存档于2021-01-08）.
19. ↑  Зуенко Иван Юрьевич.  (PDF). Известия Восточного института. 2018  [2022-07-27]. ISSN 2542-1611. doi:10.24866/2542-1611/2018-2/85-98. （原始内容存档 (PDF)于2022-07-26） （俄语）.
20. 1 2  . 凤凰网. 2007-05-18  [2015-04-23]. （原始内容存档于2017-02-09）.
21. ↑  . 黑龙江省人民政府. 2020-05-13  [2022-09-05]. （原始内容存档于2022-10-10）.
22. ↑  （英文） Extreme Temperatures Around the World - world highest lowest temperatures （页面存档备份，存于）.
23. ↑  . 中华人民共和国民政部.   [2023-09-22]. （原始内容存档于2023-09-22）.
24. ↑  . 中华人民共和国民政部.   [2020-03-04]. （原始内容存档于2015-04-02）.
25. ↑  . 黑龙江省统计局.   [2020-09-19]. （原始内容存档于2021-10-23）.
26. ↑  中华人民共和国民政部. . 中国统计出版社. August 2014. ISBN 978-7-5037-7130-9.
27. ↑  . tjj.hlj.gov.cn.   [2023-08-22]. （原始内容存档于2023-04-07）.
28. ↑  . district.ce.cn.   [2022-11-05]. （原始内容存档于2022-11-05）.
29. ↑  黑龙江省统计局、黑龙江省第七次全国人口普查领导小组办公室.  (PDF).   [2023-07-28]. （原始内容存档 (PDF)于2023-07-28）.
30. ↑  . tjj.hlj.gov.cn.   [2022-03-23].[]
31. ↑  . www.hlj.stats.gov.cn.   [2019-03-29]. （原始内容存档于2021-04-21）.
32. ↑  . www.hlj.stats.gov.cn.   [2018-07-29]. （原始内容存档于2018-06-22）.
33. ↑  . 黑龙江省统计局.   [2023-06-11]. （原始内容存档于2023-06-11）.
34. ↑  . 黑龙江省统计局.   [2023-06-11]. （原始内容存档于2022-10-26）.
35. ↑  . 黑龙江省统计局.   [2023-06-11]. （原始内容存档于2023-04-07）.
36. ↑  . 黑龙江省民族宗教事务委员会. 2018-09-21  [2021-01-15]. （原始内容存档于2021-05-15）.
37. ↑  . 东北网. 2015-08-14  [2021-01-15]. （原始内容存档于2021-05-04）.
38. ↑  国务院第七次全国人口普查领导小组办公室. .   [2023-07-28]. （原始内容存档于2023-05-12）.
39. ↑  . 黑龙江日报 (央广网). 2025-01-06.
40. ↑  陈宝林 张桂英. . 黑龙江日报. 2016-11-18  [2017-10-09]. （原始内容存档于2017-10-10）.
41. ↑  李景华. . . 中国大百科全书出版社. 1990  [2015-09-07]. （原始内容存档于2013-10-15）.
42. ↑  中国科学院动物研究所. . 中国动物物种编目数据库. 中国科学院微生物研究所.   [2009-04-11]. （原始内容存档于2016-03-05）.
43. ↑  Froese, R. & Pauly, D. (eds.) (2012). Huso dauricus. FishBase. Version 2012-08.
44. ↑  . Xinhuanet. 2012-10-08  [2013-01-26]. （原始内容存档于2012-11-21）.（英文）
45. ↑  . News.xinhuanet.com.   [2017-08-14]. （原始内容存档于2012-12-04）.
46. ↑  . 网易新闻.   [2017-01-29]. （原始内容存档于2016-02-01）.
47. ↑  . 新晚报. 2015-07-15  [2019-03-20]. （原始内容存档于2016-08-17）.
48. ↑  . 中华人民共和国国家发展和改革委员会.   [2017-01-29]. （原始内容存档于2014-12-04）.
49. ↑  . 黑龙江日报. 2014-12-16  [2016-06-15]. （原始内容存档于2016-08-08）.
50. ↑  . 中华人民共和国国家发展和改革委员会.   [2019-03-20]. （原始内容存档于2014-12-04）.
51. ↑  . 黑龙江日报. 2014-03-26  [2014-08-22]. （原始内容存档于2020-06-17）.
52. ↑  . 东北网.   [2017-01-29]. （原始内容存档于2014-12-18）.
53. ↑  . 哈尔滨市人民政府网站.   [2017-01-29]. （原始内容存档于2016-03-04）.
54. ↑  . 中国江苏网. 2018-09-30  [2018-10-04]. （原始内容存档于2021-05-15）.
55. ↑  . 铁道第三勘察设计院集团有限公司.   [2017-01-29]. （原始内容存档于2017-02-05）.
56. ↑  . News.163.com. 2016-11-09  [2017-08-14]. （原始内容存档于2017-08-15）.
57. ↑  . 腾讯网.   [2024-09-30]. （原始内容存档于2024-09-30）.
58. ↑  . 人民网. 2021-05-13  [2021-09-12]. （原始内容存档于2021-09-12）.
59. ↑  .   [2017-01-29]. （原始内容存档于2017-02-02）.
60. ↑  . Huoche.net.   [2017-08-14]. （原始内容存档于2017-08-15）.
61. ↑  .   [2023-05-17]. （原始内容存档于2023-05-17）.
62. ↑  . 黑龙江省统计局. 2017-05-27  [2022-09-05]. （原始内容存档于2022-10-13）.
63. ↑  . 新华网. 2021-10-19  [2021-10-19]. （原始内容存档于2021-10-19）.
64. ↑  . 中国经济网. 2022-12-09  [2022-12-09]. （原始内容存档于2022-12-09）.
65. ↑  . 人民网. 2018-01-28  [2019-05-11]. （原始内容存档于2020-12-19）.